# 27. April
Der 27. April ist der 117. Tag des gregorianischen Kalenders (der 118. in Schaltjahren), somit bleiben 248 Tage bis zum Jahresende.

## Ereignisse

### Politik und Weltgeschehen
- 0395: Rund drei Monate nach der Reichsteilung von 395 heiratet der oströmische Kaiser Arcadius Aelia Eudoxia, Tochter des Bauto. Möglicherweise wurde diese hastige Eheschließung vom Kämmerer Eutropios eingefädelt, um den Einfluss des Feldherrn Rufinus zu beschneiden, des Vormunds des jungen Kaisers, der seine Tochter mit Arcadius verheiraten wollte.
- 1296: In der Schlacht bei Dunbar, dem ersten Kampf der Schottischen Unabhängigkeitskriege, reiben die Truppen des englischen Königs Eduard das schottische Heer John Balliols weitgehend auf.

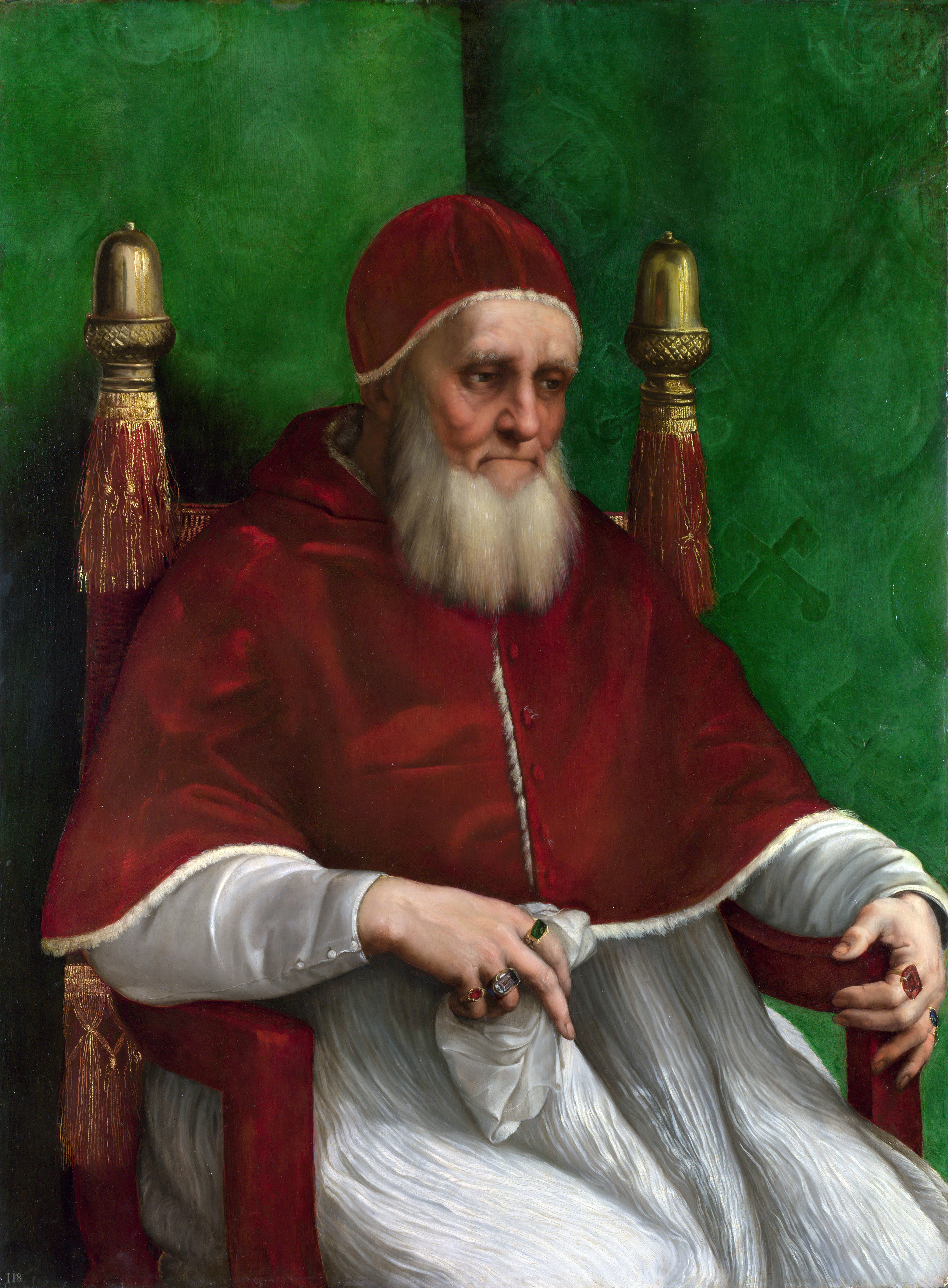
1509: Papst Julius II.

- 1509: Der zur Liga von Cambrai gehörende Papst Julius II. verhängt über die Republik Venedig ein Interdikt, um den Mitgliedern der Liga zu ermöglichen, ihr Territorium auf Kosten der Seerepublik zu erweitern.
- 1521: Auf der Philippinen-Insel Mactan wird der unter spanischer Flagge segelnde portugiesische Seefahrer und Entdecker Ferdinand Magellan während eines Kampfes gegen die einheimische Bevölkerung unter ihrem Häuptling Lapu-Lapu getötet. Juan Sebastián Elcano übernimmt nach dem Tod des Admirals die Leitung der Weltumrundung.
- 1522: In der Schlacht bei Bicocca setzen sich in Norditalien die Truppen Kaiser Karls V. gegenüber dem vom französischen König Franz entsandten Heer durch. Arkebusen und Artillerie der kleineren spanisch-habsburgischen Streitmacht sind entscheidend im Waffengang. Das Herzogtum Mailand gerät nach der Schlacht in den kaiserlichen Machtbereich.

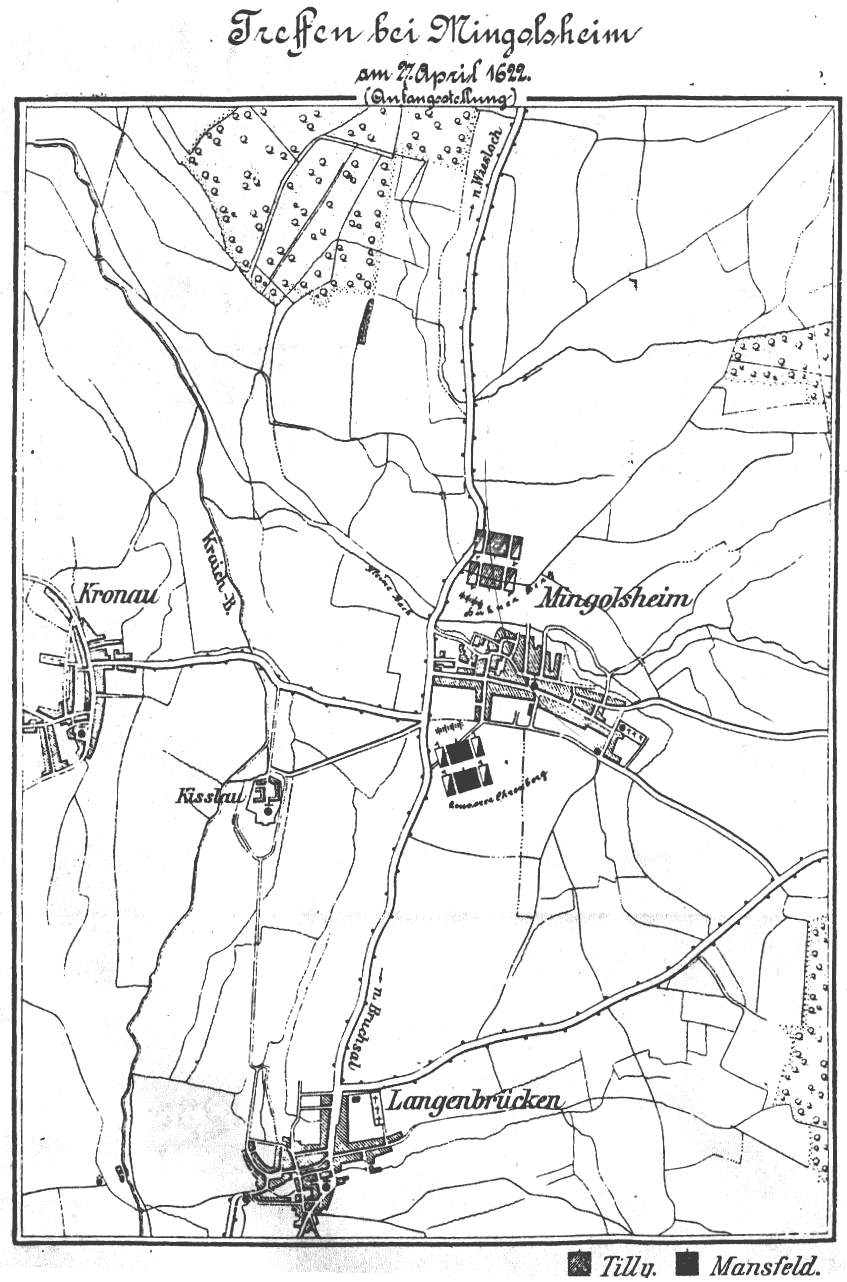
1622: Schlacht bei Mingolsheim

- 1622: In der Schlacht bei Mingolsheim besiegen die vereinigten Heere Peter Ernsts II. von Mansfeld und Georg Friedrich von Baden-Durlach im Dreißigjährigen Krieg die Kaiserlichen unter Johann T’Serclaes von Tilly am Ohrenberg. Der Ort Mingolsheim gerät während der Schlacht in Brand und wird großteils zerstört.

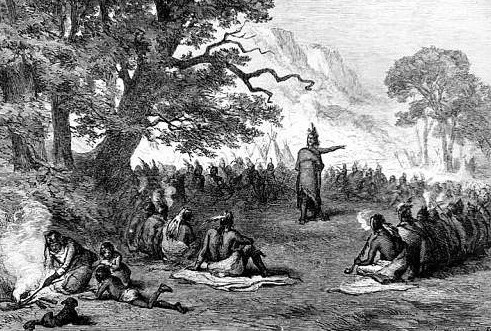
1763: Pontiac fordert zum Kampf gegen die Briten auf

- 1763: Bei einem großen Treffen in der Nähe des Forts Detroit beschließen die Abgesandten mehrerer Algonkin-Stämme unter der Führung von Ottawa-Häuptling Pontiac den Aufstand gegen die britische Kolonialmacht an den Großen Seen.
- 1775: Hohe Preise führen im französischen Beaumont-sur-Oise zu Plünderungen auf dem Getreidemarkt. Der regionale Aufstand greift in den folgenden Wochen um sich und reicht bis an die Vororte von Paris heran. Das Militär schlägt den Mehlkrieg im Mai nieder, doch König Ludwig XVI. muss die Rückkehr vom privaten zum staatlichen Handel anweisen.
- 1790: In der Zeit der Französischen Revolution wird der als radikal geltende Club des Cordeliers gegründet. Seine Mitglieder popularisieren das Motto Liberté, Egalité, Fraternité.
- 1792: In St. Petersburg schließt ein Teil der polnischen Magnaten unter dem Patronat der russischen Zarin Katharina II. die zwei Tage später in Targowica verkündete Konföderation von Targowica. Sie hat das Hauptziel, die Reformen in Polen und insbesondere die Verfassung vom 3. Mai 1791 rückgängig zu machen.

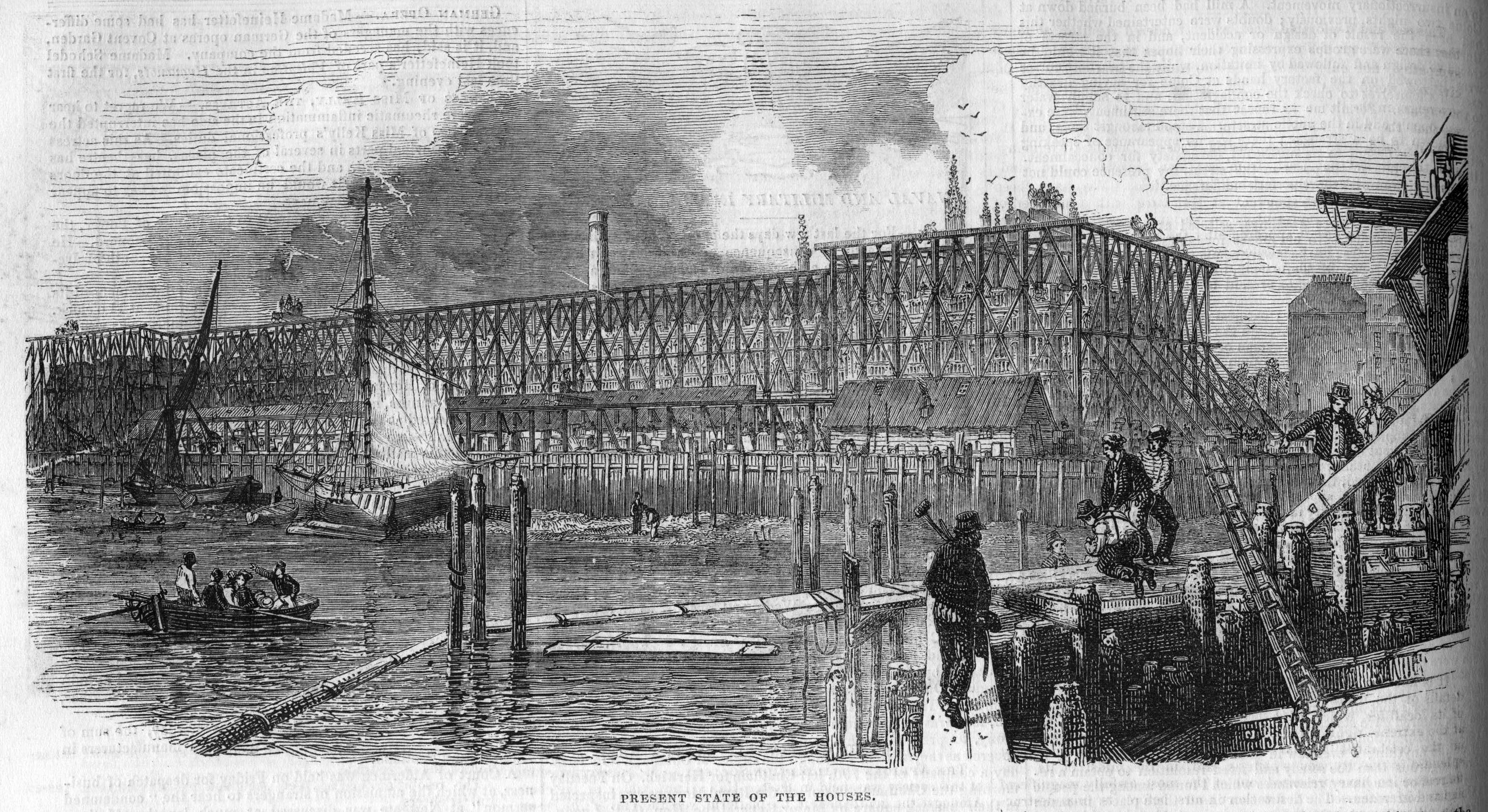
1840: Der Palace of Westminster während des Baus (1842)

- 1840: Der Grundstein für den Neubau des britischen Parlamentsgebäudes Palace of Westminster wird gelegt. Das vorige Gebäude war durch einen großen Brand im Jahr 1834 weitgehend zerstört worden.

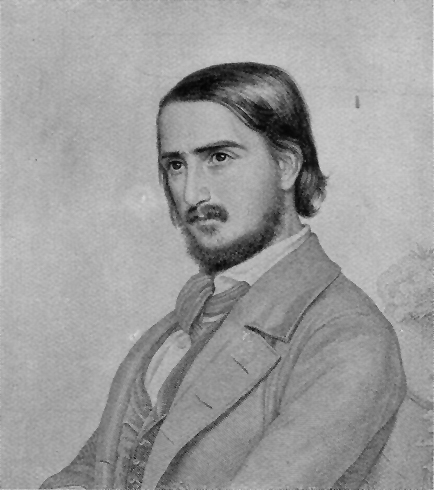
1848: Georg Herwegh

- 1848: Die Badische Revolution im Rahmen der Märzrevolution scheitert: Im Gefecht bei Dossenbach unterliegt die Deutsche Demokratische Legion unter Führung des revolutionären Dichters Georg Herwegh konterrevolutionären Truppen aus Württemberg.
- 1848: Die Französische Nationalversammlung beschließt mit dem von Victor Schœlcher, dem Senator von Martinique und Guadeloupe, verfassten décret d'abolition de l'esclavage ein weiteres Mal die Abschaffung der Sklaverei in Frankreich und seinen Kolonien. Das Gesetz tritt am 22. Mai in Kraft.
- 1861: Nach dem Beschluss der Sezessionsversammlung von Virginia, sich von den USA zu trennen und den Konföderierten Staaten von Amerika anzuschließen, erklären Virginias nordwestliche Countys ihrerseits die Abspaltung von Virginia und den Verbleib in der Union.
- 1880: Der deutsche Reichstag lehnt mit knapper Mehrheit die am 14. April von Reichskanzler Otto von Bismarck eingebrachte Samoa-Vorlage ab. Die Gesetzesvorlage wird heute dennoch als Beginn der offiziellen deutschen Kolonialpolitik betrachtet.

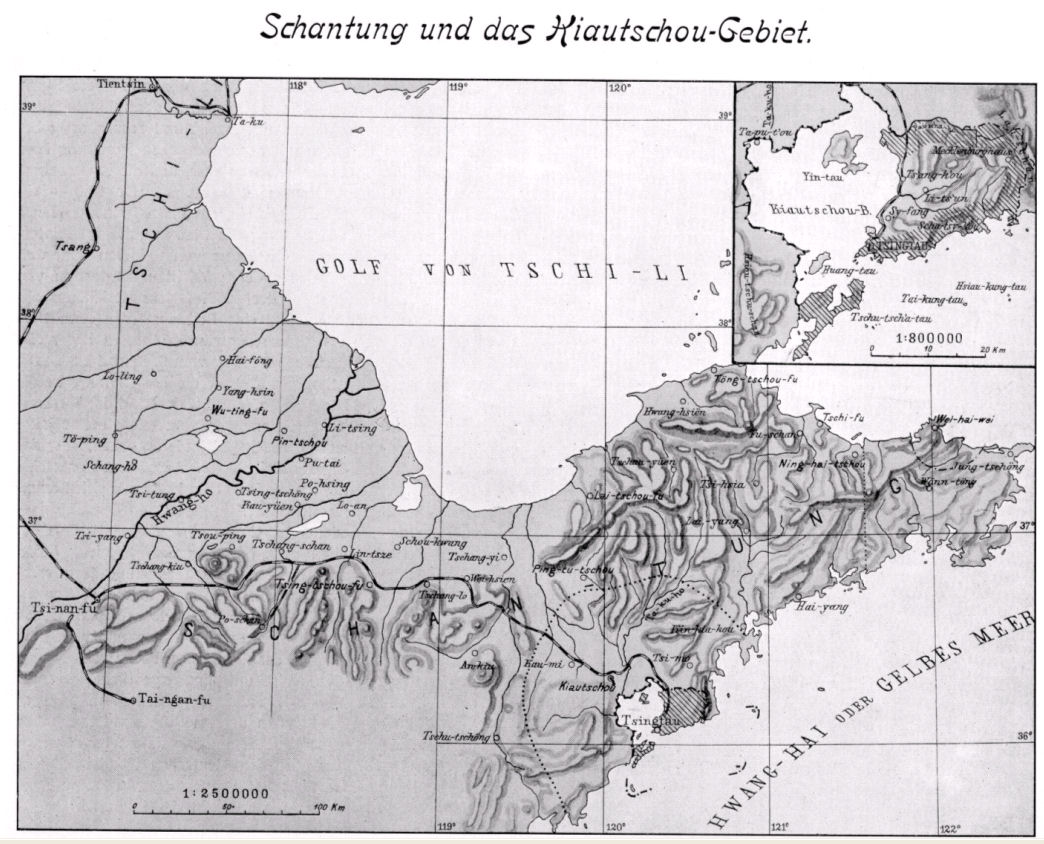
1898: Das deutsche Pachtgebiet Kiautschou

- 1898: Die am 6. März von China gepachtete Bucht Kiautschou wird offiziell unter deutschen „Schutz“ gestellt. Aufgrund seiner Hauptfunktion als Flottenstützpunkt für die kaiserliche Marine wird das Schutzgebiet nicht vom Reichskolonialamt, sondern vom Reichsmarineamt verwaltet.
- 1904: Der Labour-Politiker Chris Watson wird Premierminister von Australien und damit weltweit erster Regierungschef auf nationaler Ebene aus einer Arbeiterpartei. Er hat dieses Amt jedoch nur bis zum 17. August inne.

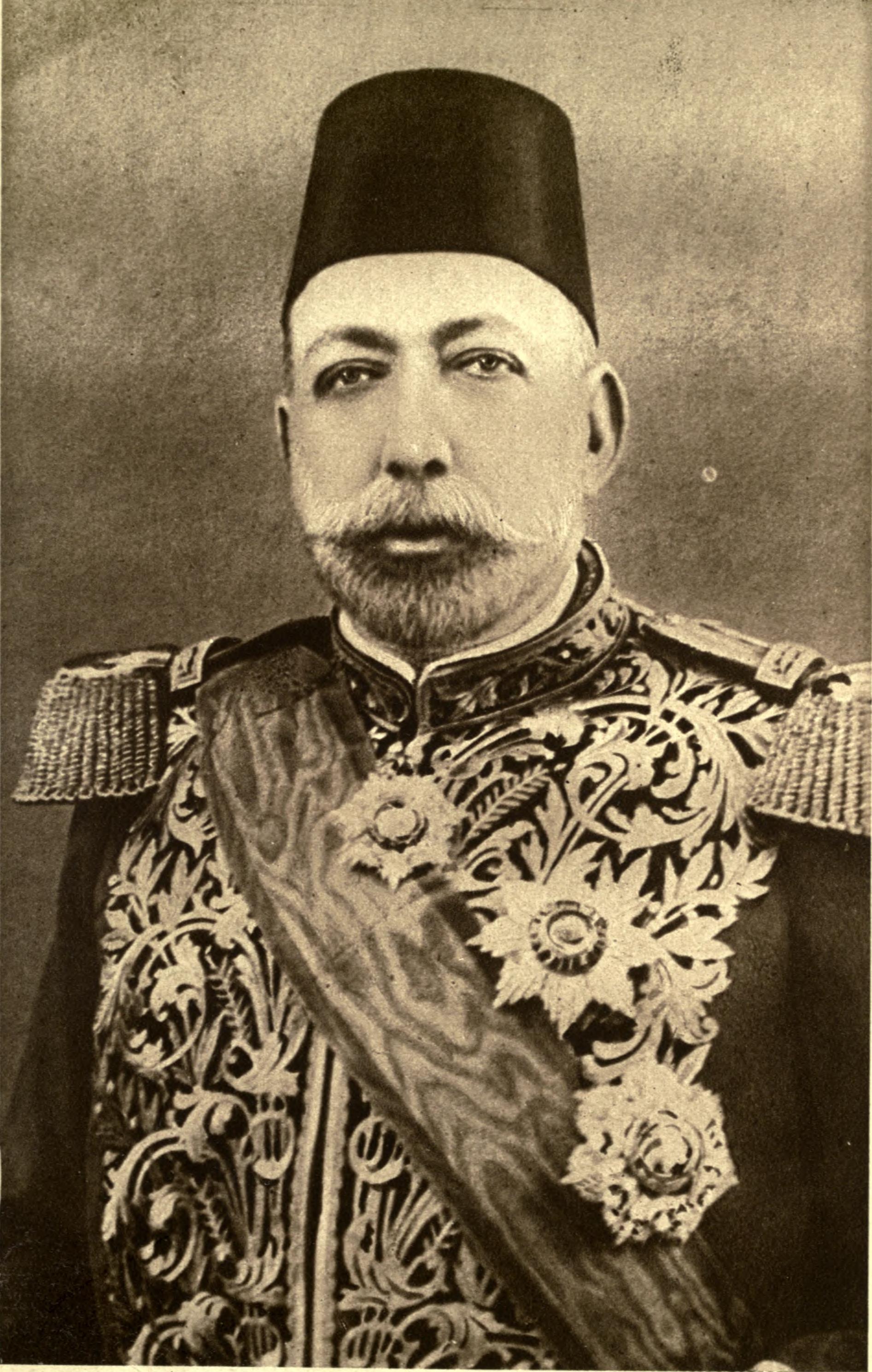
1909: Sultan Mehmed V.

- 1909: Die Jungtürken unter der Führung von Enver Pascha, Cemal Pascha, Talât Pascha und Ziya Gökalp stürzen im Osmanischen Reich nach dessen vergeblichem Putschversuch am 13. April Sultan Abdülhamid II., der im Amt von seinem Bruder Mehmed V. abgelöst wird.
- 1915: Der von den deutschen Frauenrechtlerinnen Anita Augspurg und Lida Gustava Heymann initiierte und von Aletta Jacobs organisierte erste Internationale Frauenfriedenskongress wird mit ca. 1100 Teilnehmerinnen aus 12 Nationen im niederländischen Den Haag feierlich eröffnet. An der bis zum 1. Mai dauernden Veranstaltung nehmen unter anderen die beiden späteren Friedensnobelpreisträgerinnen Jane Addams und Emily Greene Balch teil.

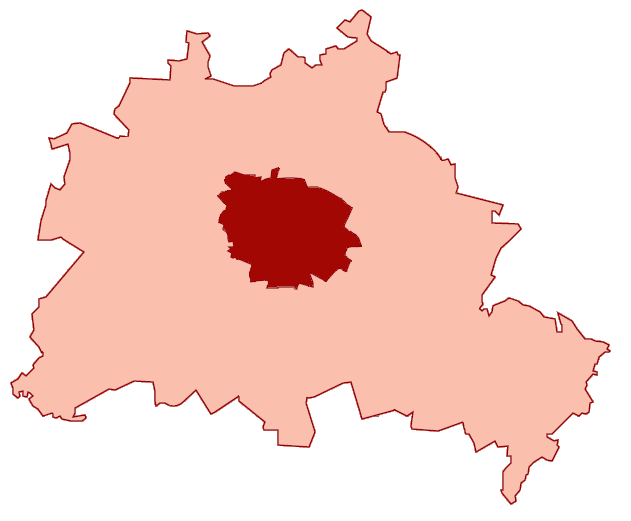
1920: Groß-Berlin-Gesetz (Frühere Fläche dunkelrot)

- 1920: Das Parlament des Freistaats Preußen verabschiedet das Groß-Berlin-Gesetz zur Neuordnung der Stadtgemeinde Berlin: Mit dem Zusammenschluss der sieben Stadtgemeinden Charlottenburg, Köpenick, Lichtenberg, Neukölln, Schöneberg, Spandau und Wilmersdorf mit 59 Landgemeinden und 27 Gutsbezirken verdoppelt sich die Einwohnerzahl Berlins auf 3,8 Millionen; die Fläche des Stadtgebiets verdreizehnfacht sich auf 878 km².
- 1940: Reichsführer SS Heinrich Himmler ordnet die Errichtung eines „Quarantänelagers“ für 10.000 Insassen in der Nähe der polnischen Kleinstadt Oświęcim an, aus dem später das KZ Auschwitz hervorgeht.

1941: Der Griechenlandfeldzug

- 1941: Die deutsche Wehrmacht erobert während des Balkanfeldzugs im Zweiten Weltkrieg die griechische Hauptstadt Athen.
- 1945: Der KZ-Außenlagerkomplex Kaufering bei Landsberg am Lech, der größte Konzentrationslagerkomplex des Deutschen Reichs mit dem Status eines Außenlagers des KZ Dachau, wird durch die US-Armee befreit.
- 1945: Die in Wien gebildete Provisorische Staatsregierung unter Staatskanzler Karl Renner – mit Leopold Figl (ÖVP), Adolf Schärf (SPÖ) und Johann Koplenig (KPÖ) als Stellvertreter – wird von der UdSSR anerkannt. Vor dem Parlamentsgebäude an der Ringstraße proklamiert sie die Wiederherstellung des unabhängigen demokratischen Österreichs und erklärt den „Anschluss“ an Deutschland von 1938 durch die Österreichische Unabhängigkeitserklärung für null und nichtig. Das gilt als die Geburtsstunde der Zweiten Republik.

1960: Flagge von Togo

- 1960: Togo, bis dahin formal UN-Treuhandgebiet unter französischer Verwaltung, erhält seine volle Unabhängigkeit und eine neue Flagge. Sylvanus Olympio wird erster Staatspräsident.
- 1961: Sierra Leone erklärt seine Unabhängigkeit von Großbritannien, verbleibt jedoch im Commonwealth of Nations. Milton Margai wird erster Premierminister.
- 1969: Die chinesische Volksbefreiungsarmee löst auf Beschluss des 9. Parteitags der Chinesischen Kommunistischen Partei die marodierenden Roten Garden auf und beendet damit die Kulturrevolution in der Volksrepublik China.
- 1969: Bei einem Referendum über die Reform von Senat und Regionalverwaltung  in Frankreich stimmen 52,41 % gegen das von Staatspräsident Charles de Gaulle favorisierte Gesetzesvorhaben. Dieser tritt daraufhin am Folgetag vom Amt des Staatspräsidenten zurück.
- 1972: Im Deutschen Bundestag scheitert völlig überraschend das Konstruktive Misstrauensvotum der CDU unter Rainer Barzel gegen die sozial-liberale Regierung Willy Brandt. Später wird bekannt, dass das Ministerium für Staatssicherheit der DDR die beiden Unions-Abgeordneten Julius Steiner und Leo Wagner bestochen hat.
- 1978: In Afghanistan findet ein Militärputsch gegen Staatspräsident Mohammed Daoud Khan statt, bei dem dieser ermordet wird. Nur Muhammad Taraki wird neuer Präsident und Hafizullah Amin zweiter Mann im Staat.

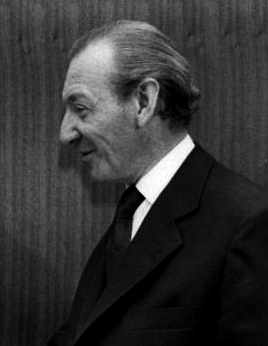
1987: Kurt Waldheim

- 1987: Der US-amerikanische Justizminister Edwin Meese setzt den neu gewählten österreichischen Bundespräsidenten Kurt Waldheim auf Antrag des Jüdischen Weltkongresses und nach Befürwortung des Office of Special Investigations auf die „watchlist“ der Vereinigten Staaten und verhängt damit ein Einreiseverbot. Die Waldheim-Affäre wegen seiner unklaren Rolle bei nationalsozialistischen Kriegsverbrechen im Zweiten Weltkrieg hat bereits während des Wahlkampfes für die Präsidentschaftswahl 1986 begonnen.

1992: Das Auseinanderbrechen Jugoslawiens 1989–2006

- 1992: Die Bundesrepublik Jugoslawien (BRJ) wird durch den Zusammenschluss der jugoslawischen Teilrepubliken Serbien und Montenegro gebildet.
- 1993: Im vereinigten Jemen finden die ersten demokratischen und geheimen Wahlen in der Geschichte des Landes statt. Dabei sind sowohl Männer als auch Frauen wahlberechtigt. Haidar Abu Bakr al-Attas bleibt weiterhin Premierminister des Landes.
- 1994: In Südafrika tritt nach dem Ende der Apartheid eine neue Verfassung in Kraft. Sie garantiert den Menschen aller Rassen die Gleichberechtigung und das Wahlrecht. Die Homelands werden wieder mit Südafrika vereinigt.
- 1996: Eine Waffenstillstandsvereinbarung beendet die Operation Früchte des Zorns, eine seit dem 11. April auf Befehl von Premierminister Schimon Peres gemeinsam mit der Südlibanesischen Armee laufende Militäraktion Israels gegen die Hisbollah im Libanon.
- 1997: Bei den zweiten Parlamentswahlen im Jemen feiert der Allgemeine Volkskongress (AVK) von Präsident Ali Abdullah Salih einen überwältigenden Erfolg und kann weiter regieren.

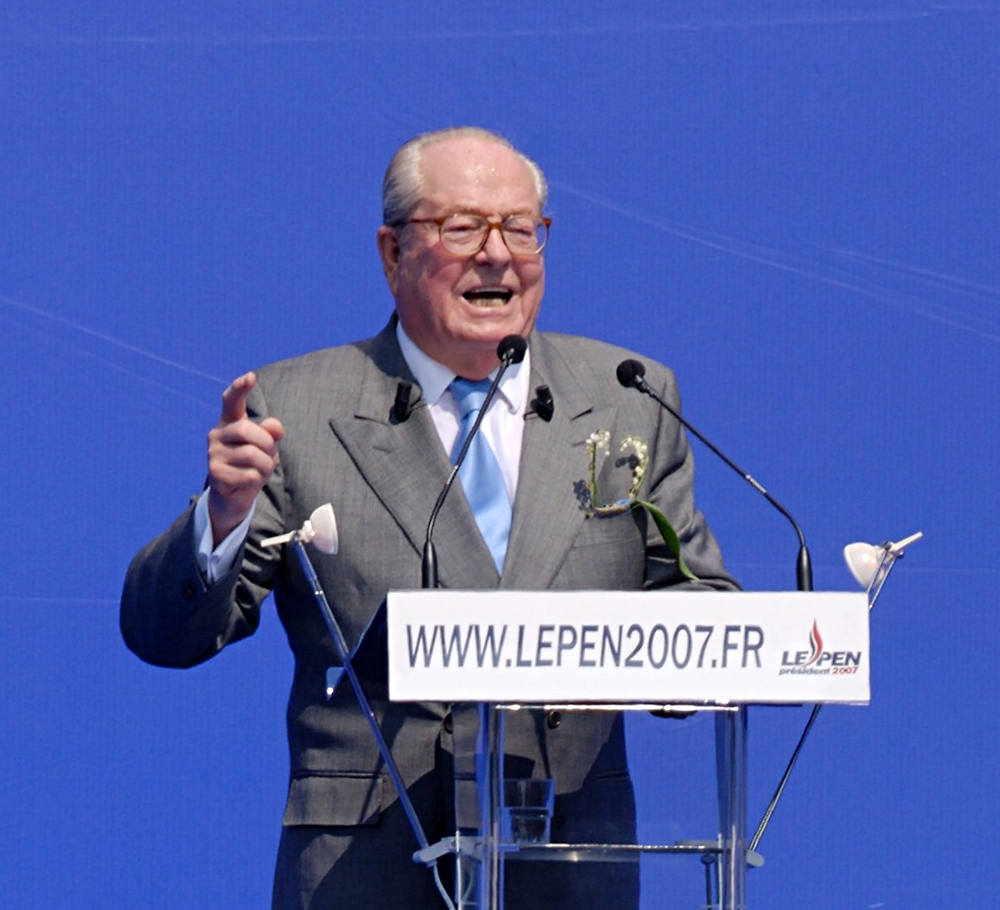
2002: Jean-Marie Le Pen

- 2002: In Frankreich demonstrieren Hunderttausende gegen den Erfolg des Rechtsextremen Jean-Marie Le Pen im 1. Durchgang der Präsidentenwahl am 21. April.
- 2003: In Paraguay wird Nicanor Duarte Frutos zum Staatspräsidenten gewählt, gleichzeitig erhält die Regierungspartei Partido Colorado bei den Parlamentswahlen mit 35 % der Stimmen die relative Mehrheit.
- 2005: In Ägypten demonstrieren hunderte Anhänger der Bewegung Kifaya in 15 verschiedenen Städten für mehr Demokratie und gegen den Präsidenten Husni Mubarak.
- 2007: In Estland entfernen die Behörden auf Basis eines am 15. Februar beschlossenen Gesetzes den in der Sowjetzeit aufgestellten Bronze-Soldaten von Tallinn. Das führt zu diplomatischen Verstimmungen mit Russland und zu schweren Unruhen in Tallinn.
- 2018: Kim Jong-un trifft sich mit dem südkoreanischen Präsidenten Moon Jae-in in Panmunjeom. Das ist das erste Mal, dass ein nordkoreanisches Staatsoberhaupt südkoreanisches Staatsgebiet betritt.

### Wirtschaft
- 1940: Mit dem Abschluss der Abwrackung der letzten beiden Zeppeline LZ 127 Graf Zeppelin und LZ 130 Graf Zeppelin II auf Befehl Hermann Görings endet die Ära der Großluftschifffahrt mit Starrluftschiffen.
- 1950: Der belgische Unternehmer Gérard Blitz gründet den Club Méditerranée als Non-Profit-Organisation und realisiert seine Idee eines Urlaubs all inclusive für Reisende noch im selben Jahr.

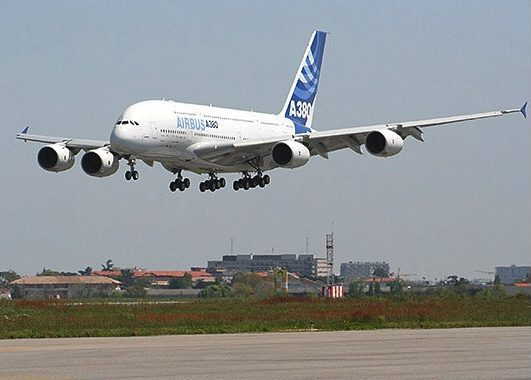
2005: Airbus A380 nach dem Erstflug

- 2005: Unter dem Beifall tausender Schaulustiger startet das Großraumflugzeug Airbus A380 nach mehreren Verschiebungen in Toulouse zu seinem Erstflug. Airbus erhofft sich damit, seinen Marktanteil gegenüber Boeing auszubauen.

### Wissenschaft und Technik
- 1868: In Hann. Münden wird die Königlich Preußische Forstakademie Hannoversch Münden eröffnet.
- 1899: An der Kaiserliche Akademie der Wissenschaften in Wien wird als weltweit erstes Schallarchiv das Phonogrammarchiv gegründet.
- 1941: Im annektierten Reichsgau Wartheland gründen Nationalsozialisten die Reichsuniversität Posen mit einem „Bildungsauftrag“ nach ihren ideologischen Grundsätzen.
- 1960: Das Atom-U-Boot Tullibee hat seinen Stapellauf. Es ist speziell für U-Jagd-Missionen vorgesehen und mit einem leiseren turboelektrischen Antrieb ausgerüstet.
- 2006: Am Ground Zero in New York City wird der Grundstein für den an Stelle des bei den Terroranschlägen am 11. September 2001 zerstörten World Trade Centers zu errichtenden One World Trade Centers (entworfen als Freedom Tower) gelegt.

### Kultur

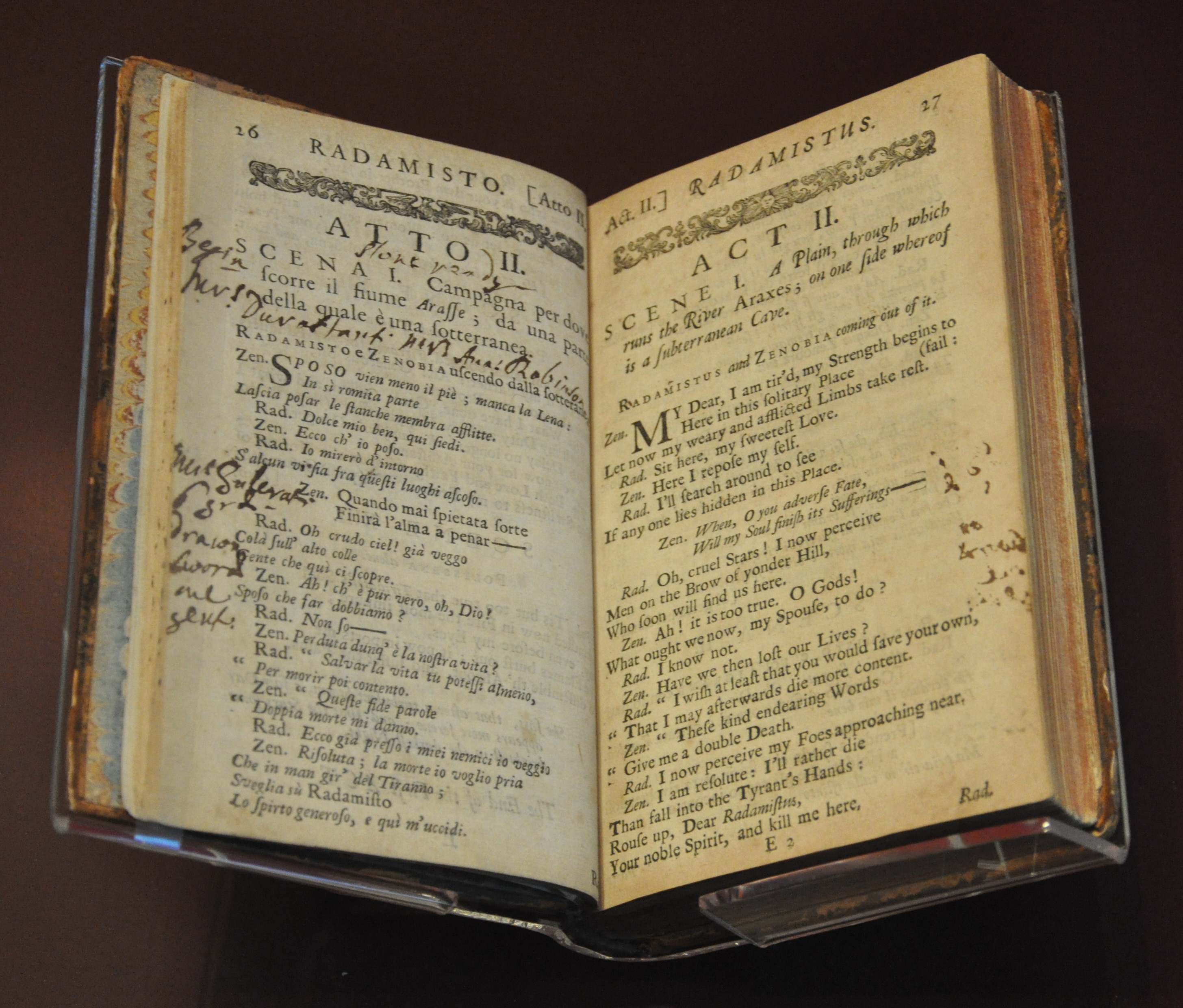
1720: Regiebuch zur Uraufführung von Radamisto

- 1720: Am King's Theatre in London erfolgt in Anwesenheit von König George die Uraufführung der Oper Radamisto von Georg Friedrich Händel mit dem Libretto von Nicola Francesco Haym, der sich das Libretto L'Amor tirannico, o Zenobia von Domenico Lalli zum Vorbild genommen hat.

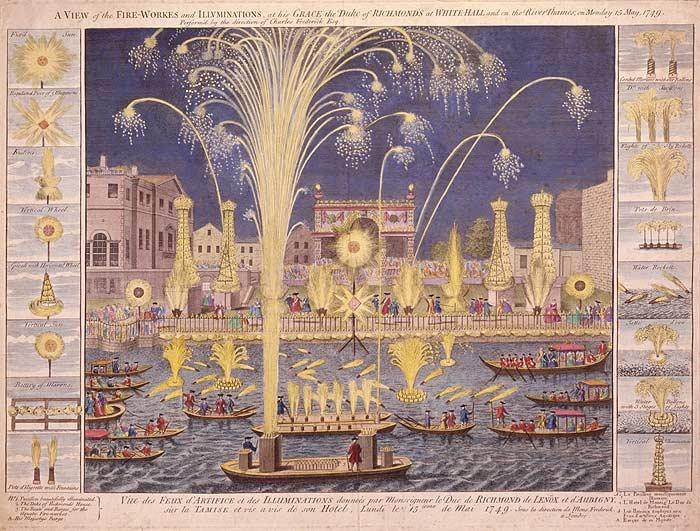
1749: Feuerwerk auf der Themse

- 1749: Zur Feier der Beendigung des Österreichischen Erbfolgekriegs durch den Aachener Frieden lässt der britische König George II. im Londoner Green Park ein Feuerwerk veranstalten. Die anlässlich des Ereignisses uraufgeführte Feuerwerksmusik von Georg Friedrich Händel wird mit Begeisterung aufgenommen.
- 1784: Nach mehrjähriger Zensur kann das Theaterstück Le mariage de Figaro (Der tolle Tag oder Figaros Hochzeit) von Pierre Augustin Caron de Beaumarchais aus dem Jahr 1778 in Paris uraufgeführt werden und wird sofort zu einem triumphalen Erfolg.

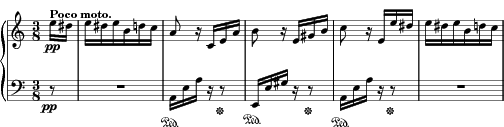
1810: Der Beginn von Für Elise

- 1810: Ludwig van Beethoven widmet vermutlich einer seiner Klavierschülerinnen das Stück Für Elise.
- 1867: Am Carltheater in Wien wird die Operette Banditenstreiche von Franz von Suppè uraufgeführt.
- 1877: Die Oper Le roi de Lahore von Jules Massenet mit dem Libretto von Louis Gallet wird im Opéra Garnier der Grand Opéra Paris uraufgeführt.
- 1919: Das Theaterstück Die Wupper von Else Lasker-Schüler hat am Deutschen Theater in Berlin seine Uraufführung.
- 1922: Der erste Teil des zweiteiligen Spielfilms Dr. Mabuse, der Spieler von Fritz Lang und Thea von Harbou mit Rudolf Klein-Rogge in der Titelrolle wird mit großem Erfolg in Berlin uraufgeführt.
- 1929: Die Uraufführung der Oper Jürg Jenatsch von Heinrich Kaminski nach dem gleichnamigen historischen Roman von Conrad Ferdinand Meyer findet an der Staatsoper in Dresden statt.

### Gesellschaft
- 1578: Im Kampf um die Gunst des französischen Königs Heinrich III. stehen sich – trotz königlichen Duellverbots – im Duell der Mignons, einem der bekanntesten Duelle der französischen Geschichte, drei „Mignons“ und drei weitere Mitglieder der königlichen Entourage gegenüber.
- 1982: Nachdem er bei einer Beförderung nicht zum Zug gekommen und seine Hochzeit an Geldmangel gescheitert ist, begeht der südkoreanische Polizist Woo Bum-kon einen Amoklauf durch fünf Ortschaften der Provinz Gyeongsangnam-do. Die Gewalttat, bei der der Täter 57 Menschen und sich selbst tötet sowie 35 weitere Personen verletzt, führt unter anderem zum Rücktritt des südkoreanischen Innenministers Suh Chung-hwa.

### Religion

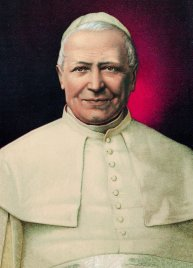
1859: Pius IX.

- 1859: In der Enzyklika Cum sancta mater ecclesia veröffentlicht Papst Pius IX. einen weltweiten Gebetsaufruf für die Opfer in den italienischen Einigungskriegen.
- 1902: In Deutschland beginnt die erste Zeltmission auf der Anhöhe Tersteegensruh bei Mülheim an der Ruhr.

### Katastrophen
- 1863: Der Passagierdampfer Anglo Saxon der Allan Line kollidiert vor Cape Race an der Küste von Neufundland in dichtem Nebel mit einem Felsen und sinkt, 238 Menschen sterben. Der Untergang der Anglo Saxon ist das bis dahin schwerste Schiffsunglück auf dem Nordatlantik.

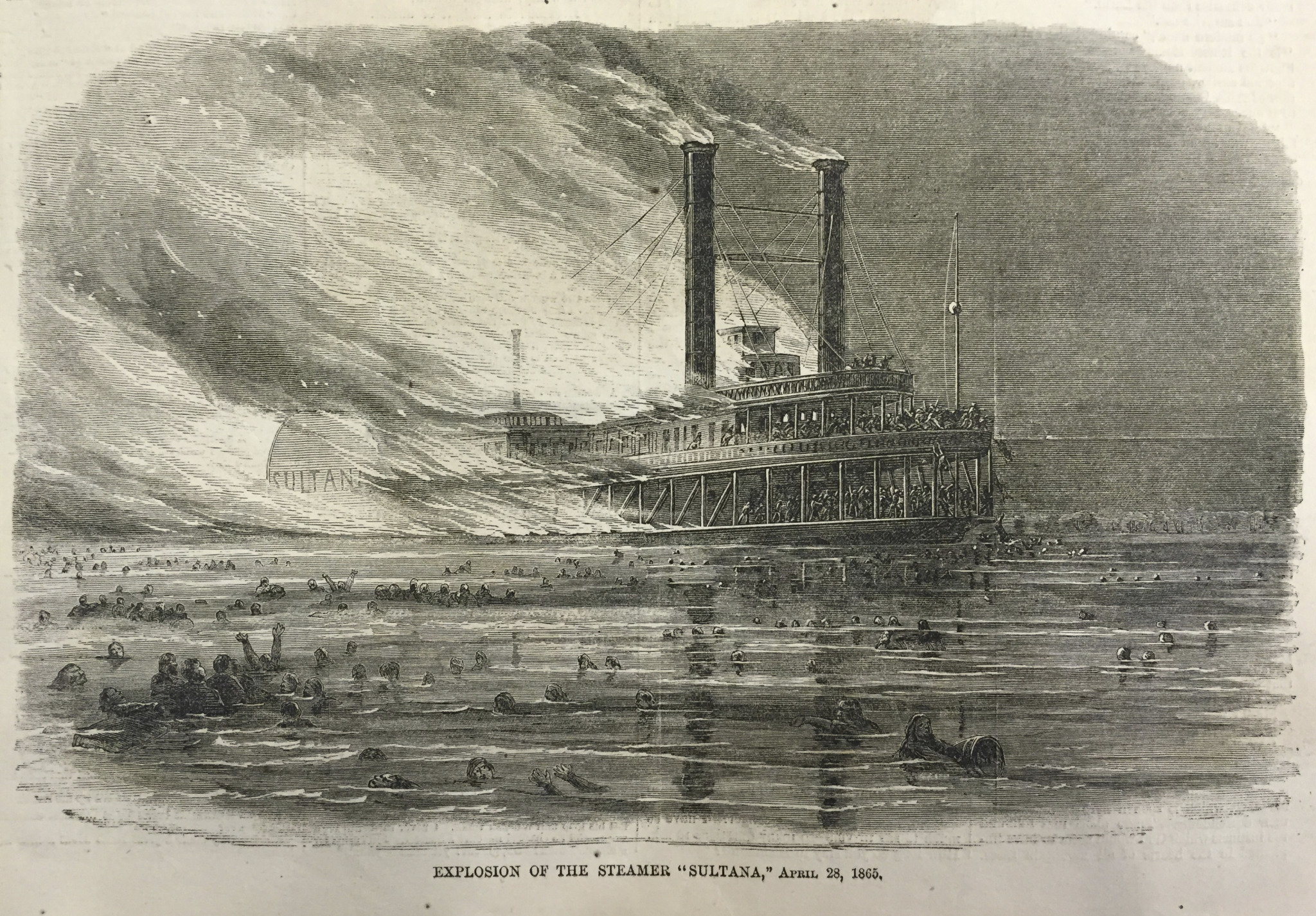
1865: Die Sultana-Katastrophe

- 1865: Das Dampfschiff Sultana explodiert mit 2.300 Passagieren an Bord, die meisten von ihnen ehemalige Soldaten des Sezessionskriegs auf dem Heimweg, auf dem Mississippi River. Mit etwa 1.700 Todesopfern ist es die schlimmste Schiffskatastrophe in der Geschichte der USA.
- 1895: Die Staumauer der Talsperre von Bouzey bei Épinal in den französischen Vogesen bricht bei einem Hochwasser. Die dadurch ausgelöste Flutwelle hat zwischen 86 und 200 Todesopfer zur Folge.
- 1978: Beim Gerüsteinsturz von Willow Island stürzen während des Baus eines Kühlturms für ein Kohlekraftwerk in West Virginia 51 Arbeiter rund 50 Meter in die Tiefe und kommen ums Leben.

Kleinere Unglücksfälle sind in den Unterartikeln von Katastrophe und in der Liste von Katastrophen aufgeführt.

### Sport

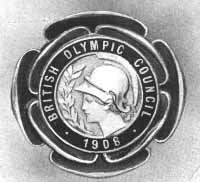
1908: Olympiamedaille

- 1908: In London werden die IV. Olympischen Sommerspiele der Neuzeit ohne großes Zeremoniell eröffnet. Bis zum Hauptteil der Spiele im Juli finden allerdings nur Wettkämpfe in den vier Sportarten Rackets, Hallentennis, Jeu de Paume und Polo statt.
- 1956: Der italo-amerikanische Boxer und Weltmeister im Schwergewicht Rocco Francis Marchegiano, bekannt als Rocky Marciano, beendet ungeschlagen seine Karriere.
- 1975: Die Italienerin Lella Lombardi kommt beim Formel-I-Grand-Prix-Rennen in Spanien als bisher einzige Frau in die Punkteränge. Sie belegt Rang sechs.
- 1999: Die Adler Mannheim werden zum vierten Mal Deutscher Eishockeymeister und schaffen nach 96/97 und 97/98 den Titelhattrick.

2002: SC Magdeburg

- 2002: Der Handballverein SC Magdeburg gewinnt mit einem Sieg über KC Veszprém aus Ungarn als erste deutsche Bundesliga-Mannschaft die 1994 neu gegründete EHF Champions League der Männer.
- 2010: Die Südkoreanerin Oh Eun-sun erklimmt den Gipfel des Annapurna und erreichte damit als erste Frau der Geschichte alle 14 Berggipfel der Welt über 8000 m Höhe.

Einträge von Leichtathletik-Weltrekorden befinden sich unter der jeweiligen Disziplin unter Leichtathletik.

## Geboren

### Vor dem 18. Jahrhundert
- 1410: Johann von Lannoy, westflämischer Adliger, Statthalter von Holland und Seeland
- 1468: Friedrich Jagiello, polnischer Prinz und Herzog von Litauen, Bischof von Krakau, Erzbischof von Gniezno sowie Primas von Polen-Litauen
- 1495: Süleyman I., osmanischer Sultan

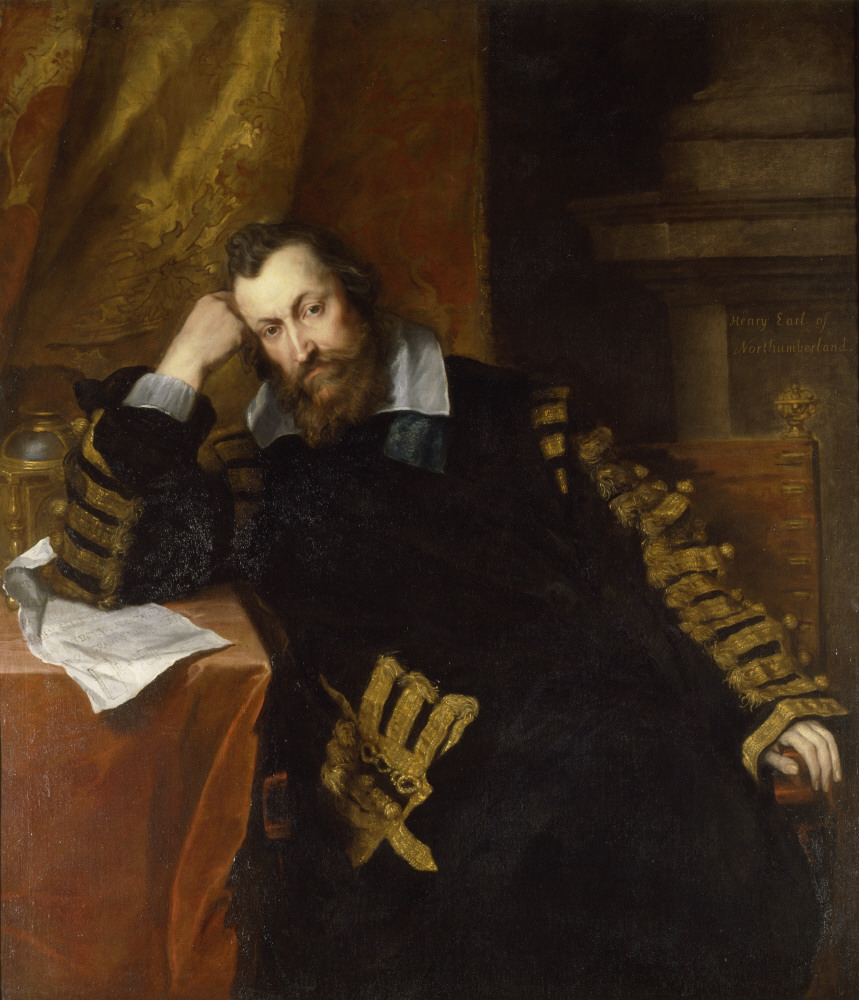
Henry Percy (* 1564)

- 1564: Henry Percy, 9. Earl of Northumberland, englischer Adeliger
- 1650: Charlotte Amalie von Hessen-Kassel, als Gattin Christians V. Königin von Dänemark und Norwegen
- 1651: Jean de Montereul, französischer Diplomat und Mitglied der „Académie française“
- 1654: Johann Anton Gumpp, österreichischer Maler
- 1664: Johann Georg König, Schweizer katholischer Geistlicher und Gymnasiallehrer
- 1676: Friedrich I., König von Schweden und Landgraf von Hessen-Kassel
- 1683: Johann David Heinichen, deutscher Komponist und Musiktheoretiker
- 1691: August I., Prinz von Schwarzburg-Sondershausen
- 1699: Santo Lapis, italienischer Komponist und Opern-Unternehmer

### 18. Jahrhundert
- 1701: Karl Emanuel III., König von Sardinien-Piemont und Herzog von Savoyen
- 1709: Gottfried Heinsius, deutscher Mathematiker, Geograph und Astronom
- 1720: Cosmo Gordon, 3. Duke of Gordon, britischer Hochadliger
- 1727: Charles DeWitt, US-amerikanischer Politiker
- 1733: Joseph Gottlieb Kölreuter, deutscher Botaniker und Professor für Naturgeschichte
- 1735: Franz Karl Joseph Anton von Hompesch zu Bolheim, bayerischer Finanzminister
- 1745: Gottfried Christian Cannabich, deutscher lutherischer Theologe
- 1748: Adamantios Korais, griechisch-französischer Gelehrter und Schriftsteller
- 1755: Carl Ludwig Amelang, preußischer Jurist und Beamter
- 1755: Marc-Antoine Parseval, französischer Mathematiker
- 1757: Carl Johan Adlercreutz, schwedischer General

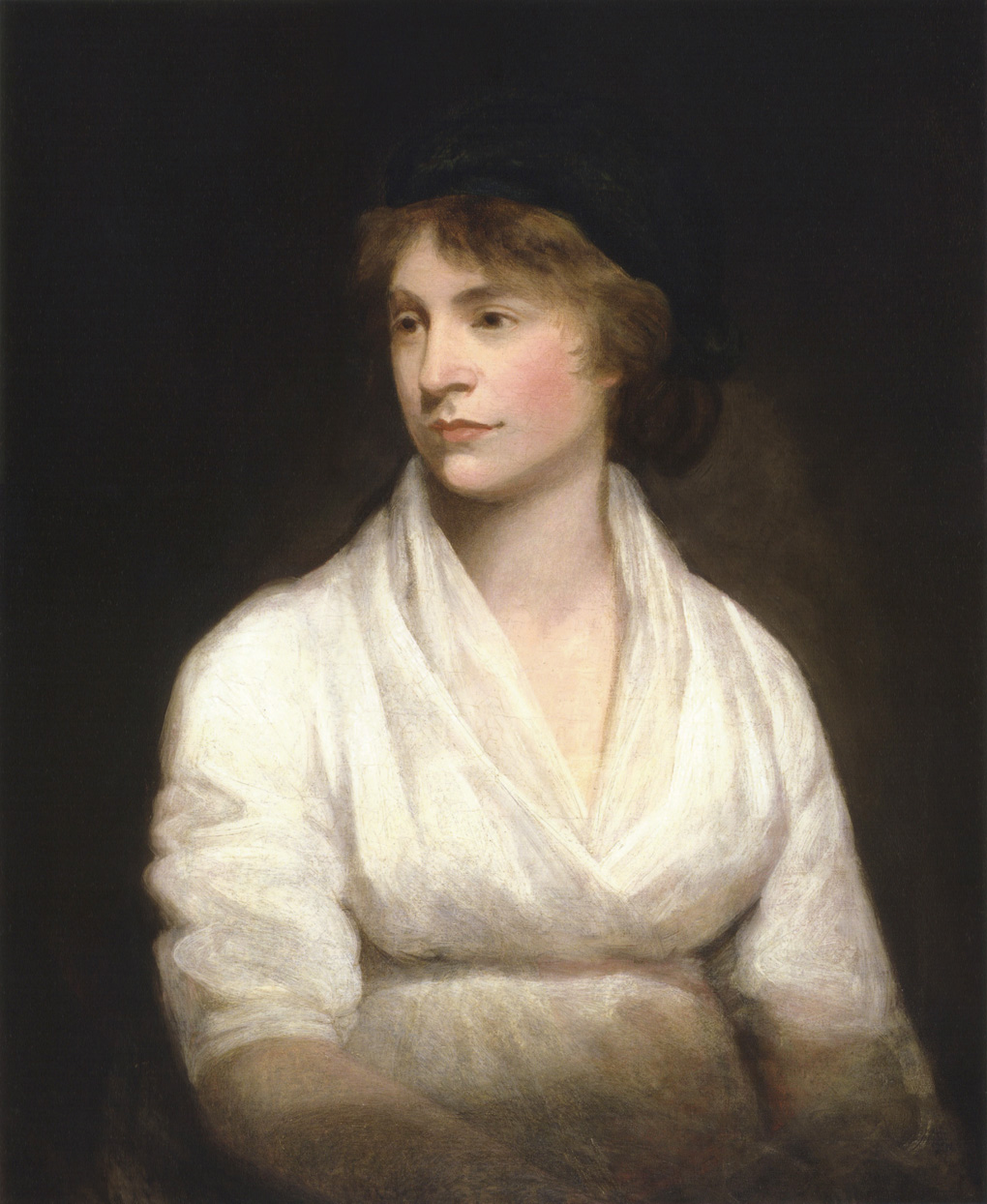
Mary Wollstonecraft (* 1759)

- 1759: Mary Wollstonecraft, englische Schriftstellerin und Frauenrechtlerin
- 1764: Johann Friedrich Cotta, deutscher Verleger, Industriepionier und Politiker
- 1765: Johann Adolf von Thielmann, sächsischer und preußischer General
- 1767: Andreas Romberg, deutscher Violinist, Dirigent und Komponist
- 1768: Jeremiah Mason, US-amerikanischer Politiker
- 1769: Fjodor Petrowitsch Uwarow, russischer General und Diplomat
- 1770: Edward Codrington, britischer Admiral
- 1771: Jean Rapp, französischer Graf, Generalleutnant und Adjutant von Napoleon Bonaparte
- 1776: Hyacinthe Jadin, französischer Komponist und Professor
- 1788: Georg von Owstin, preußischer Generalmajor
- 1791: Samuel F. B. Morse, US-amerikanischer Erfinder
- 1796: Johann Friedrich Christian Hessel, deutscher Kristallograph
- 1796: Maria von Sachsen, Großherzogin der Toskana
- 1797: Victor Audouin, französischer Naturforscher, Entomologe und Ornithologe
- 1797: Albert Friedrich Vitzthum von Eckstädt, sächsischer Kammerherr und Gutsbesitzer

### 19. Jahrhundert

#### 1801–1850
- 1803: Alfred Julius Becher, österreichischer Musikkritiker und Komponist, Teilnehmer am Wiener Oktoberaufstand

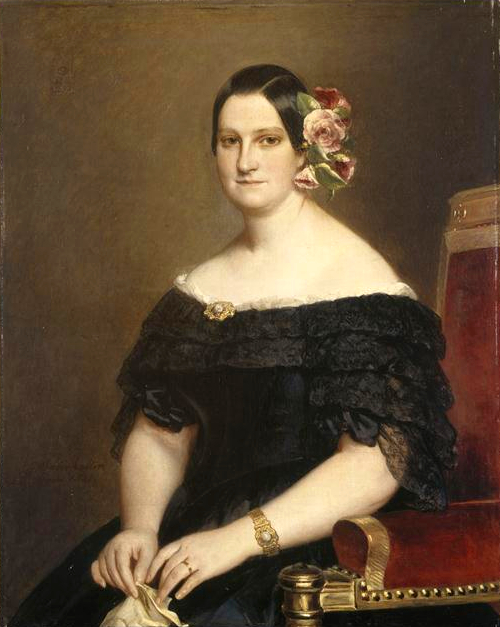
Maria Christina von Spanien (* 1806)

- 1806: Maria Christina, Königin und Regentin von Spanien
- 1813: August Podesta, deutscher Maler und Grafiker
- 1812: Friedrich von Flotow, deutscher Komponist
- 1820: Herbert Spencer, britischer Philosoph und Soziologe
- 1820: Hermann Theodor Breithaupt, deutscher Geologe, Ingenieur und Patriot
- 1821: Henry Willis, englischer Orgelbauer
- 1822: Ulysses S. Grant, Oberbefehlshaber des US-amerikanischen Heeres im Sezessionskrieg, 18. Präsident der USA
- 1822: Peregrin Teuschl, österreichisch-ungarischer Steinmetzmeister und Bildhauer des Historismus
- 1827: Tommaso Agudio, italienischer Ingenieur
- 1828: Leopold Auerbach, deutscher Anatom und Pathologe
- 1828: August Becker, deutscher Schriftsteller
- 1828: Julius Bleichröder, deutscher Bankier
- 1828: Carl Laeisz, deutscher Kaufmann und Reeder
- 1829: Benjamin Vautier, deutscher Maler
- 1835: Gustav Hache, deutscher Politiker, Bürgermeister von Essen, MdL
- 1836: Eugen Felix, österreichischer Maler
- 1837: Kurt Wachsmuth, deutscher Philologe
- 1837: Victoria Welby, britische Philosophin
- 1837: Paul Gordan, deutscher Mathematiker
- 1840: Karl Friedrich Schmidhäuser, württembergischer Regierungspräsident
- 1840: Edward Whymper, englischer Bergsteiger
- 1841: Friedrich Gumpert, deutscher Hornist und Professor

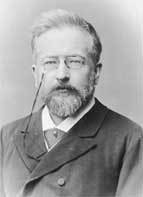
Emil Jakob Schindler (* 1842)

- 1842: Emil Jakob Schindler, österreichischer Maler
- 1844: Albert von Keller, Schweizer Maler
- 1844: Alois Riehl, österreichischer Philosoph
- 1844: Klara Ziegler, deutsche Schauspielerin
- 1845: Friedrich von Hefner-Alteneck, deutscher Konstrukteur, Elektrotechniker und Ingenieur
- 1848: Johann Desch, deutscher Kleiderfabrikant
- 1848: Otto I., König von Bayern
- 1850: Hans von Beseler, preußischer General und Politiker, MdL, Generalgouverneur von Warschau
- 1850: Theophil Sprecher von Bernegg, Chef des Generalstabs der Schweizer Armee

#### 1851–1900
- 1853: Emil Stadler, Schweizer Unternehmer, Oberstleutnant und Politiker
- 1855: Caroline Rémy de Guebhard, französische Sozialistin, Journalistin und Feministin
- 1855: Hans Olde, deutscher Maler

- 1856: Tongzhi, Kaiser von China

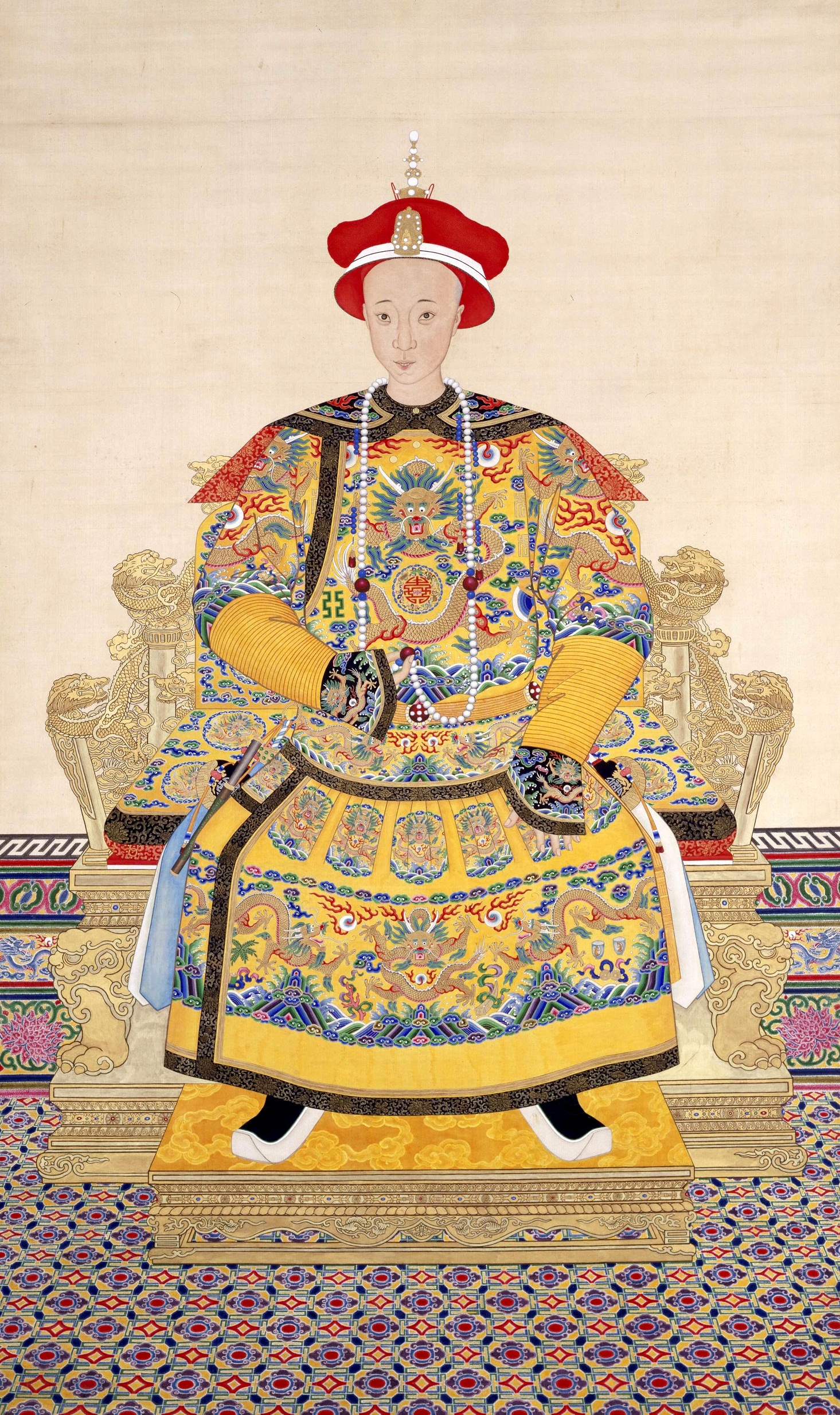
Tongzhi (* 1856)

- 1857: Johannes Chrząszcz, schlesischer Priester und Landesgeschichtsforscher
- 1857: Theodor Kittelsen, norwegischer Zeichner
- 1858: August Böhm von Böhmersheim, österreichischer Geograph und Alpinist
- 1858: Hilda Sehested, dänische Pianistin und Komponistin
- 1860: Franz Winkelmeier, Österreicher, einer der größten Menschen der Welt
- 1861: Georgi Catoire, russischer Komponist
- 1861: William Arms Fisher, US-amerikanischer Komponist, Musikhistoriker und -verleger
- 1866: Ludwig Karpath, österreichischer Musikschriftsteller
- 1869: Fritz Wischer, deutscher Schriftsteller niederdeutscher Sprache
- 1871: Albert Jodlbauer, deutscher Mediziner, Pharmakologe und Toxikologe
- 1871: Arthur Nevin, US-amerikanischer Komponist, Dirigent und Musikpädagoge
- 1873: Robert Wiene, deutscher Regisseur
- 1874: Rudolf Linnemann, deutscher Architekt, Innenarchitektur und Glasmaler

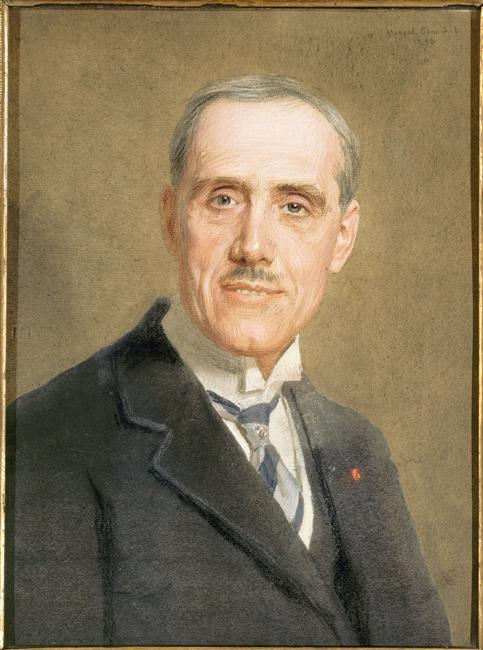
Maurice de Broglie (* 1875)

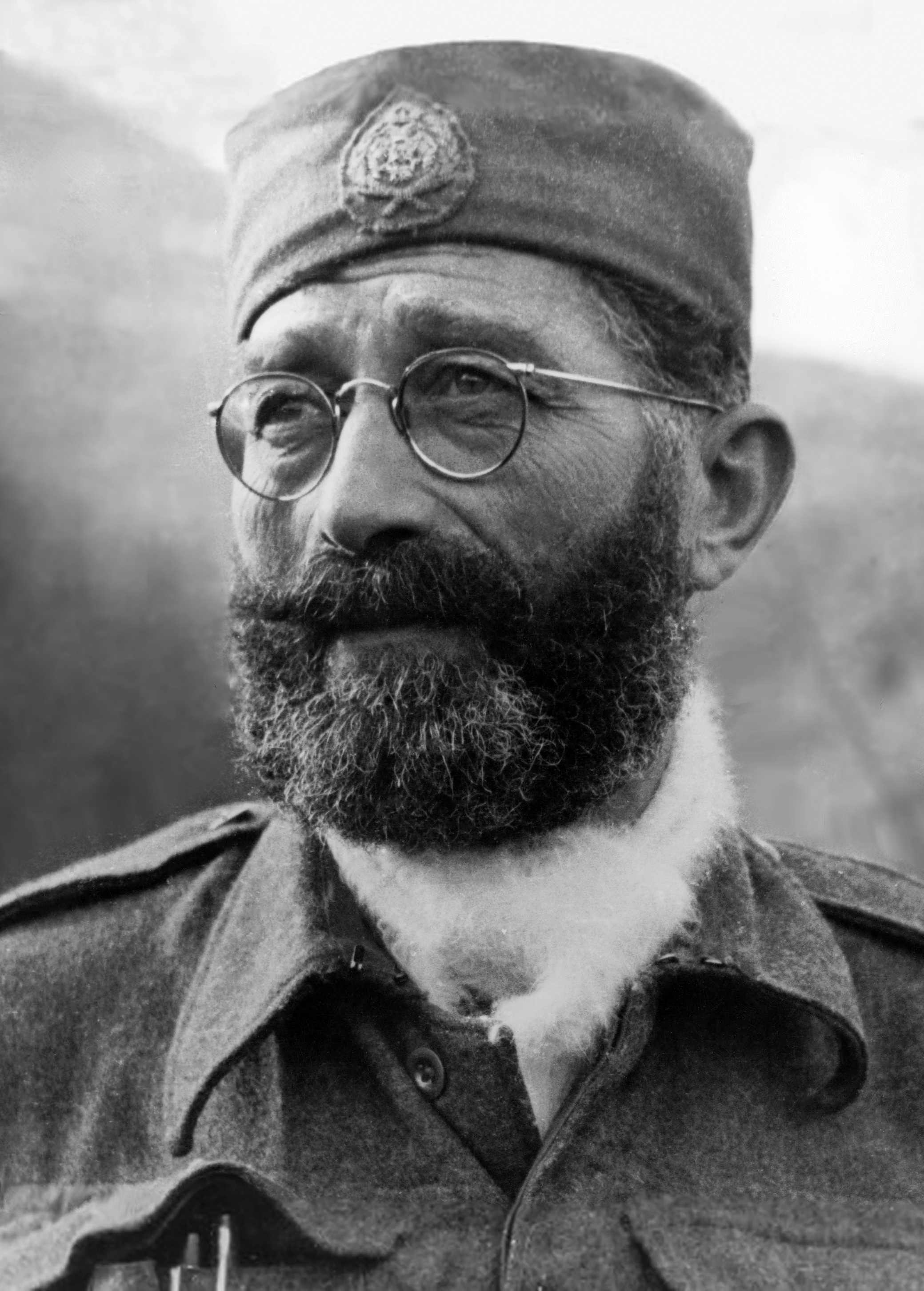
Draža Mihailović (* 1893)

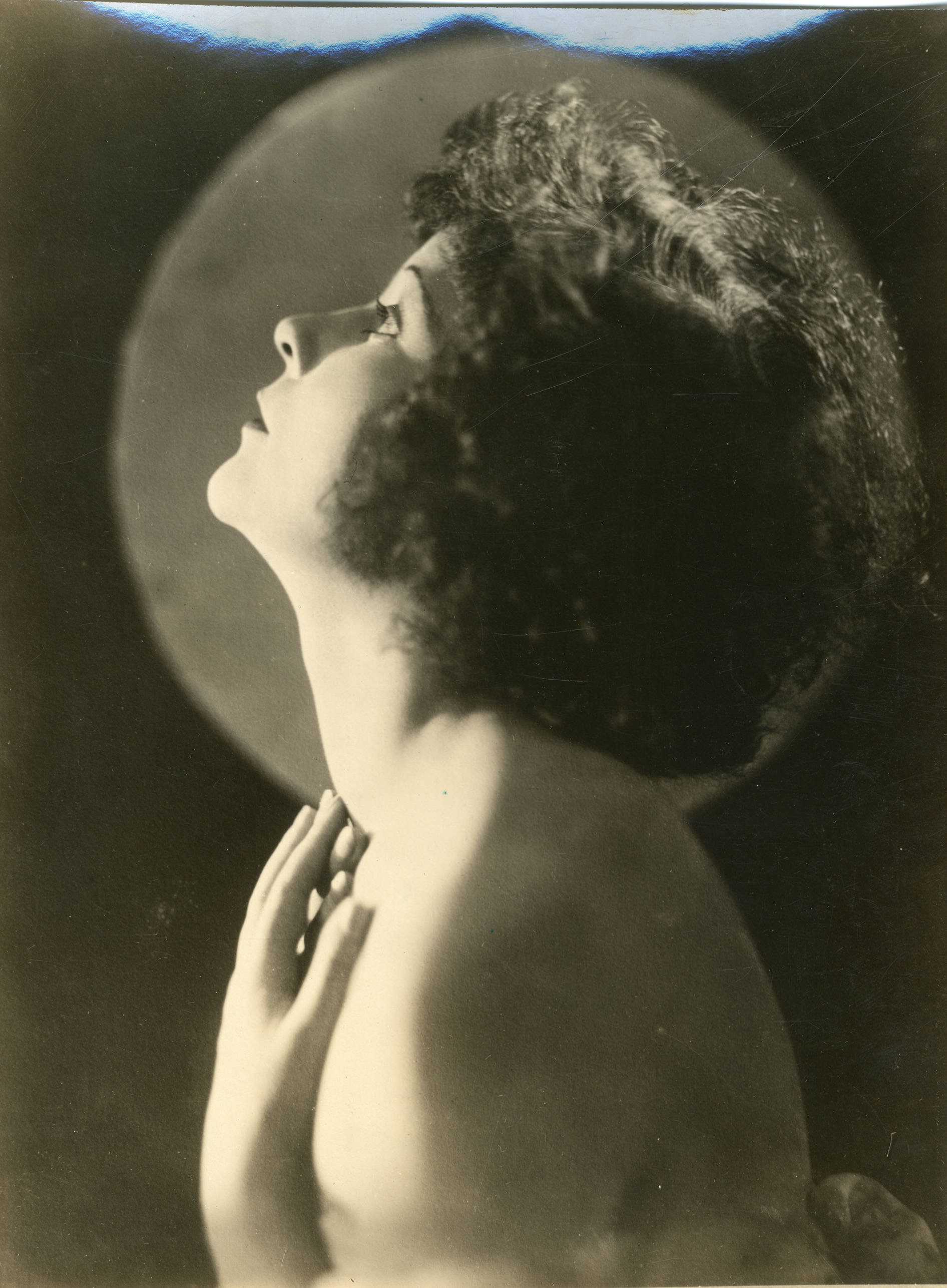
Mary Thurman (* 1895)

- 1875: Maurice de Broglie, französischer Physiker, Mitglied der Académie française
- 1876: Heinrich Mache, österreichischer Physiker und Hochschullehrer
- 1877: Lisa Baumfeld, österreichisch-jüdische Schriftstellerin
- 1878: Sadriddin Ainij, tadschikischer Dichter, Schriftsteller, Journalist, Historiograph und Lexiograph
- 1878: Victor Arendorff, schwedischer Schriftsteller, Journalist und Dichter
- 1878: John Rimmer, britischer Leichtathlet, Olympiasieger
- 1879: Otto Buchwitz, deutscher Politiker, MdL, MdR, Landtagspräsident, Abgeordneter der Volkskammer
- 1879: Alfred Roth, deutscher Agitator und Politiker, MdR
- 1881: Móric Esterházy, ungarischer Politiker, Ministerpräsident
- 1883: Richard Arnold Bermann, österreichischer Journalist und Schriftsteller
- 1884: Arthur Wieferich, deutscher Mathematiker
- 1885: Rosa Aschenbrenner, deutsche Politikerin, MdL
- 1885: Arthur Zarden, deutscher Finanzexperte, Staatssekretär im Reichsfinanzministerium
- 1886: Oskar Stampfli, Schweizer Lehrer und Politiker
- 1887: Warren Wood, US-amerikanischer Golfer
- 1888: Alexander Andrae, deutscher General und Politiker, Vorsitzender der Deutschen Reichspartei
- 1888: Paul Riege, deutscher Polizei- und SS-Offizier
- 1888: Waldemar von Grumbkow, deutscher Jurist und Schriftsteller
- 1890: Otto Ernst Schweizer, deutscher Architekt
- 1891: Robert Mauger, französischer Politiker und Résistant
- 1892: Howard Fogg, kanadischer Dirigent und Komponist
- 1893: Draža Mihailović, königlich-jugoslawischer Generalstabsoffizier, Minister, Tschetnik-Führer
- 1893: Paul W. Shafer, US-amerikanischer Politiker, Mitglied des Repräsentantenhauses
- 1894: Lajos Kovács, ungarischer Fußballspieler und -trainer
- 1894: George Petty, US-amerikanischer Fotograf
- 1895: Eduard Henneberger, Schweizer Pianist und Komponist
- 1895: Pedro Rebolledo, panamaischer Komponist
- 1895ː Mary Thurman, US-amerikanische jung verstorbene Schauspielerin der Stummfilmära
- 1896: Zygmunt Berling, polnischer General und Politiker
- 1896: Wallace Hume Carothers, US-amerikanischer Chemiker, Erfinder des Nylon
- 1897: Paulina Olga Guszalewicz, deutsche Pressezeichnerin
- 1899: Erik Aaes, dänischer Szenenbildner

### 20. Jahrhundert

#### 1901–1925
- 1901: Frank Belknap Long, US-amerikanischer Autor
- 1902: Thomas Dolliver Church, US-amerikanischer Landschaftsarchitekt
- 1902: Rudolf Schoeller, Schweizer Autorennfahrer
- 1903: Karl Maron, deutscher Politiker, Mitglied des ZK der SED, Minister in der DDR, Abgeordneter der Volkskammer
- 1904: Arthur F. Burns, US-amerikanischer Ökonom und Diplomat
- 1904: Cecil Day-Lewis, englisch-irischer Schriftsteller
- 1904: Syd Nathan, US-amerikanischer R&B-Produzent

- 1904: Fritz Weitzel, deutscher SS-Angehöriger und Politiker, MdR, Polizeipräsident von Düsseldorf, Höherer SS- und Polizeiführer
- 1904: Herbert Zipper, österreichisch-amerikanischer Komponist, Dirigent und Musikpädagoge
- 1905: Rudolf Szyszkowitz, österreichischer Maler und Grafiker
- 1906: Aimé Maeght, französischer Lithograph, Kunsthändler, Galerist und Herausgeber
- 1906: Hermann Mörchen, deutscher Philosoph, Religions- und Literaturwissenschaftler
- 1907: Thure Andersson, schwedischer Ringer, Olympiamedaillengewinner
- 1908: Carlo Felice Trossi, italienischer Rennfahrer
- 1909: Jos Moerenhout, belgischer Komponist und Dirigent
- 1910: Chiang Ching-kuo, chinesischer Politiker, Premierminister und Staatspräsident von Taiwan
- 1910: Gordon Cleaver, britischer Jagdflieger
- 1910: Władysław Kruczek, polnischer Politiker und Gewerkschaftsfunktionär
- 1912: Paraschkew Chadschiew, bulgarischer Komponist
- 1912: Jean Danne, französischer Autorennfahrer
- 1912: Karl Litschi, Schweizer Radsportler
- 1913: Luz Long, deutscher Leichtathlet, Olympiamedaillengewinner
- 1913: Willy Schürmann, deutscher Maler und Graphiker
- 1913: Philip Hauge Abelson, US-amerikanischer Physiker und Chemiker
- 1913: Werner Sanß, deutscher Theologe und Friedensaktivist
- 1914: Albert Soboul, französischer Historiker
- 1915: Howhannes Schiras, armenischer Dichter
- 1915: Perry Schwartz, US-amerikanischer American-Football-Spieler
- 1916: Enos Slaughter, US-amerikanischer Baseballspieler
- 1916: Peter Keetman, deutscher Fotograf
- 1916: Sigurd Lunde, norwegischer Bischof, Komponist, Schriftsteller
- 1916: Jan Rychlík, tschechischer Komponist
- 1918: Francisco María Aguilera González, mexikanischer Theologe, Weihbischof in Mexiko
- 1920: Guido Cantelli, italienischer Dirigent
- 1921: Erwin Ringel, österreichischer Tiefenpsychologe und Neurologe
- 1921: Hans-Joachim Kulenkampff, deutscher Schauspieler und Fernsehmoderator

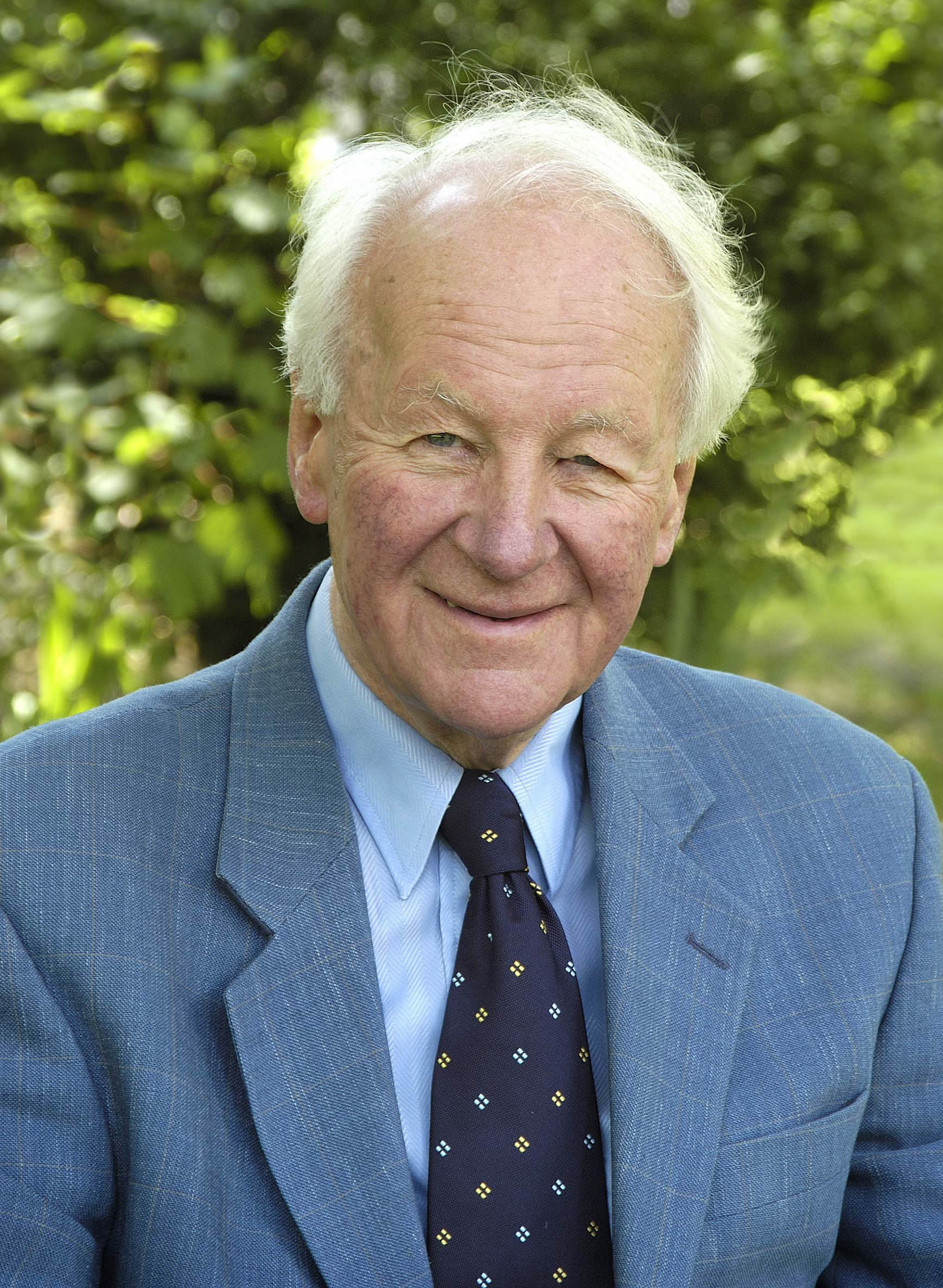
John Stott (* 1921)

- 1921: John Stott, britischer Theologe
- 1921: Robert Dhéry, französischer Filmschauspieler und Regisseur
- 1921: Pietro Mitolo, italienischer Politiker, Führungspersönlichkeit des Neo- und Postfaschismus in Südtirol, MdEP
- 1922: Hans Bemmann, deutscher Schriftsteller
- 1922: Max Geiger, Schweizer Geistlicher und Hochschullehrer
- 1922: Jack Klugman, US-amerikanischer Film- und Fernsehschauspieler
- 1922: Sheila Scott, englische Pilotin
- 1923: Peter Stupel, bulgarischer Komponist
- 1924: Günter Glaser, deutscher Schauspieler
- 1924: Lena Stumpf, deutsche Leichtathletin
- 1925: Brigitte Auber, französische Schauspielerin

#### 1926–1950
- 1927: Coretta Scott King, US-amerikanische Bürgerrechtlerin und Ehefrau von Martin Luther King
- 1927: Drago Tršar, slowenischer Bildhauer
- 1929: Nina Apollonowna Ponomarjowa, russische Leichtathletin und Olympiasiegerin
- 1929: Willi Hoss, deutscher Grünen-Politiker
- 1931: Erhard Rittershaus, deutscher Manager und Hamburger Senator
- 1931: Igor Dawidowitsch Oistrach, ukrainischer Geiger
- 1931: Krzysztof Komeda, polnischer Jazzmusiker und Komponist

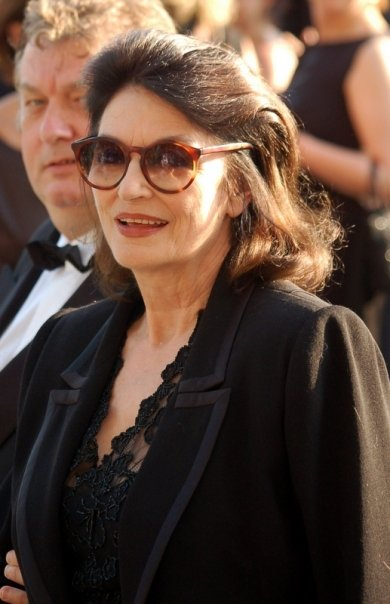
Anouk Aimée (* 1932)

- 1932: Anouk Aimée, französische Filmschauspielerin
- 1932: Rolf Anschütz, deutscher Gastronom
- 1932: Horst Aschermann, deutscher Bildhauer und Professor für Kunst
- 1932: Pik Botha, südafrikanischer Außenminister
- 1932: Casey Kasem, US-amerikanischer Radiomoderator
- 1932: Gian-Carlo Rota, italienisch-US-amerikanischer Mathematiker
- 1933: Bob Bondurant, US-amerikanischer Autorennfahrer
- 1933: Leonid Michailowitsch Roschal, russischer Experte der Weltgesundheitsorganisation
- 1934: Jürgen Kühling, Richter des Bundesverfassungsgerichts
- 1935: Ursula Hinrichs, deutsche Schauspielerin
- 1935: Helga Labudda, deutsche Schauspielerin
- 1936: Hans Selmair, deutscher Gastroenterologe
- 1937: Hermann Benjes, deutscher Landschaftsgärtner, Naturfotograf und Schriftsteller
- 1937: Sandy Dennis, US-amerikanische Schauspielerin
- 1937: Adalbert Kraus, deutscher Tenor
- 1937: Manfred Schubert, deutscher Komponist, Dirigent und Musikkritiker
- 1938: Zdeňka Počtová, tschechoslowakische Kanutin
- 1938: Reinhard von Schorlemer, deutscher Politiker
- 1939: Erik Pevernagie, belgischer Maler

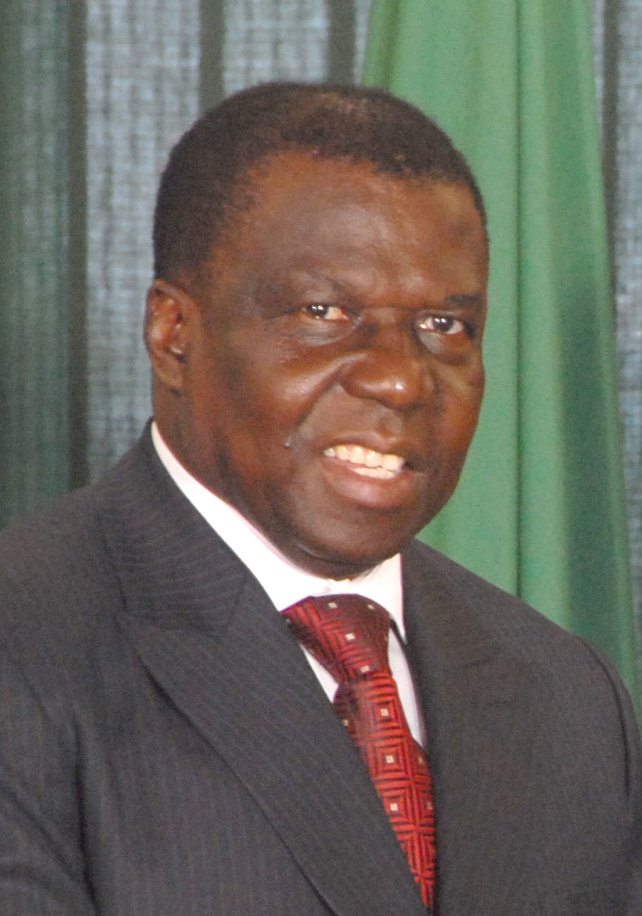
João Bernardo Vieira (* 1939)

- 1939: João Bernardo Vieira, Präsident von Guinea-Bissau
- 1939: Stanisław Dziwisz, Sekretär Papst Johannes Pauls II., später Erzbischof von Krakau und Kardinal
- 1940: Peter Siewert, deutscher Althistoriker, Epigraphiker und Altphilologe
- 1941: Lutz Ackermann, deutscher Bildhauer
- 1941: Henning Brümmer, deutscher Brigadegeneral des Heeres der Bundeswehr
- 1941: Friedrich Goldmann, deutscher Komponist und Dirigent
- 1941: Fethullah Gülen, türkischer islamischer Prediger
- 1941: Peter Ensikat, deutscher Schriftsteller und Kabarettist
- 1941: Rainer Nachtigall, deutscher Fußballspieler
- 1942: Jim Keltner, US-amerikanischer Schlagzeuger
- 1942: Waleri Wladimirowitsch Poljakow, sowjetischer Kosmonaut
- 1943: Helmut Marko, österreichischer Autorennfahrer
- 1943: Freddie Waits, US-amerikanischer Jazz-Schlagzeuger
- 1944: Bassam Salih Kubba, stellvertretender irakischer Außenminister
- 1944: Heikki Westerinen, finnischer Schachspieler
- 1944: Walter Kolbow, deutscher Politiker
- 1945: Roberto Bonadimani, italienischer Comiczeichner
- 1945: August Wilson, US-amerikanischer Dramatiker und Bühnenautor
- 1945: Martin Chivers, englischer Fußballspieler
- 1946: Gordon Haskell, britischer Musiker
- 1946: Klaus Peter Müller-Eiselt, deutscher Jurist
- 1946: Franz Roth, deutscher Fußballspieler
- 1946: Gerd Wiltfang, deutscher Springreiter
- 1947: Heribert August, deutscher Priester
- 1947: Maria del Mar Bonet, mallorquinische Sängerin
- 1947: Pete Ham, britischer Rocksänger und -gitarrist
- 1947: Bernhard Hiesinger, deutscher Ruderer
- 1947: Renate Will, deutsche Politikerin

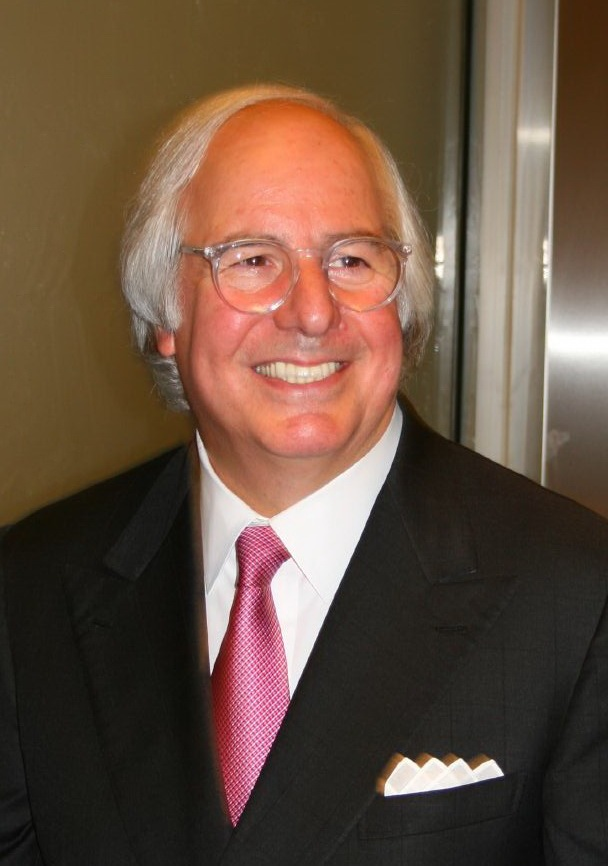
Frank Abagnale (* 1948)

- 1948: Frank Abagnale, US-amerikanischer Hochstapler und Scheckbetrüger
- 1948: Yves Courage, französischer Autorennfahrer und Rennstallbesitzer
- 1948: Josef Hickersberger, Fußballspieler und -trainer
- 1949: Jean Asselborn, luxemburgischer Politiker, Außenminister Luxemburgs
- 1949: Christine Harbort, deutsche Schauspielerin und Regisseurin
- 1949: P. Sathasivam, indischer Jurist, Chief Justice of India
- 1949: Nina Tichman, US-amerikanische Pianistin
- 1950: Paolino Pulici, italienischer Fußballspieler
- 1950: Reinhard Wolf, deutscher Geograph, Natur- und Denkmalschützer, Sachbuchautor

#### 1951–1975
- 1951: Ace Frehley, US-amerikanischer Musiker
- 1951: Günter Krauß, deutscher Jurist
- 1951: Viviane Reding, luxemburgische Journalistin und Politikerin
- 1952: Hilary J. Bader, US-amerikanische Drehbuchautorin
- 1953: Michael Edward Arth, US-amerikanischer Künstler, Haus-, Landschafts- und Städteplaner, Futurologe und Autor
- 1953: Jari Askins, US-amerikanische Politikerin
- 1952: Ari Vatanen, finnischer Rallyefahrer und Politiker
- 1953: Pat Hennen, US-amerikanischer Motorradrennfahrer
- 1954: Stefan Fredrich, deutscher Synchronsprecher
- 1954: Margaret Kelley, US-amerikanische Künstlerin
- 1955: Gudrun Berend, deutsche Leichtathletin

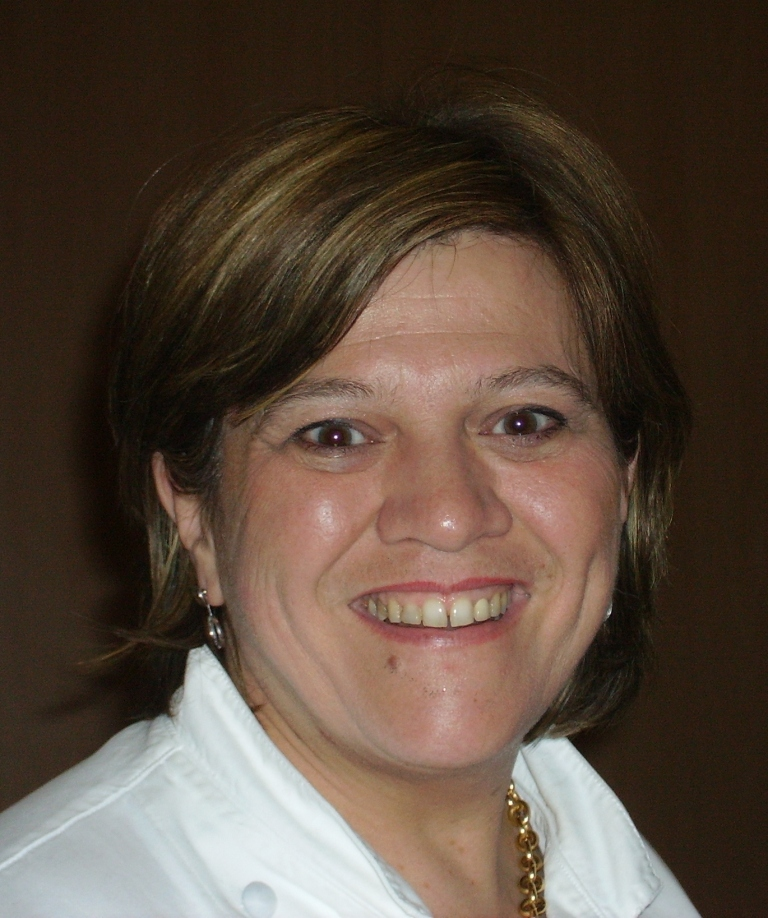
Léa Linster (* 1955)

- 1955: Léa Linster, luxemburgische Unternehmerin
- 1955: Eric Schmidt, US-amerikanischer Informatiker und Manager
- 1956: Vartan Adschemian, armenischer Komponist und Musikpädagoge
- 1956: Kevin McNally, britischer Schauspieler
- 1956: Dagmar Patrasová, tschechische Schauspielerin, Sängerin und Moderatorin
- 1957: Edgar Steinborn, deutscher Fußballschiedsrichter
- 1957: Eric Bristow, britischer Dartspieler
- 1957: Michael Henke, deutscher Fußballspieler und -trainer
- 1958: Christoph Achenbach, deutscher Manager
- 1958: Ronald Adam, deutscher Fußballspieler
- 1958: Jon Cassar, kanadischer Regisseur und Filmproduzent
- 1958: Brigitte Göttling, deutsche Juristin, Richterin und Gerichtspräsidentin
- 1958: Horst Hamann, deutscher Fotograf
- 1958: Anna Alexandrowna Schtschetinina, sowjetisch-russische Architektin und Künstlerin
- 1959: Nicola Bardola, Schweizer Autor, Journalist und Übersetzer
- 1959: Sheena Easton, britische Sängerin
- 1959: Daniel E. Freeman, US-amerikanischer Musikhistoriker und -wissenschaftler

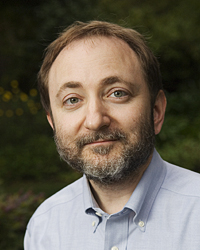
Andrew Z. Fire (* 1959)

- 1959: Andrew Z. Fire, US-amerikanischer Biologe und Nobelpreisträger
- 1959: Scott Robinson, US-amerikanischer Jazzsaxophonist
- 1960: Hanne Hegh, norwegische Handballspielerin
- 1961: Karl Alpiger, Schweizer Skirennläufer
- 1961: Mónica Regonesi, chilenische Mittel- und Langstreckenläuferin
- 1961: Charles Uzor, nigerianischer Komponist
- 1962: Robin S., US-amerikanische Popsängerin
- 1962: Dietmar Streitler, österreichischer Ringer
- 1963: Stephan Freund, deutscher Historiker
- 1963: Masaya Katō, japanischer Schauspieler
- 1963: Dorota Mogore-Tlałka, polnische Skirennläuferin
- 1963: Małgorzata Mogore-Tlałka, polnische Skirennläuferin
- 1963: René Rindlisbacher, Schweizer Moderator, Komiker und Kabarettist
- 1963: Christian Wirth, deutscher Jurist und Politiker
- 1964: Niels Åkerstrøm Andersen, dänischer Professor
- 1964: Julija Alexejewna Bogdanowa, russische Schwimmerin
- 1964: Rob Coleman, kanadischer Animator, Spezialeffektkünstler und Regisseur
- 1964: Alison Etheridge, britische Mathematikerin
- 1964: Kelvin Graham, australischer Kanute
- 1964: Kerrin Harrison, neuseeländischer Badmintonspieler
- 1964: Þórir Hergeirsson, isländischer Handballtrainer
- 1964: Michael Kindsgrab, deutscher Diplomat
- 1964: Inge Kloepfer, deutsche Wirtschaftsjournalistin und Autorin
- 1964: Stefan Komoß, deutscher Politiker
- 1964: Rajesh Mehta, indisch-US-amerikanischer Komponist, Improvisations- und Jazzmusiker
- 1964: Susan Olsen, dänische Schauspielerin
- 1964: Alexander Pschera, deutscher Autor, Publizist und Übersetzer
- 1964: Dietrich Wersich, deutscher Arzt und Politiker
- 1964: Lisa Wilcox, US-amerikanische Schauspielerin und Designerin
- 1965: Erich Hänzi, Schweizer Fußballspieler
- 1966: Oliver Maria Schmitt, deutscher Schriftsteller und Satiriker
- 1966: Yoshihiro Togashi, japanischer Mangaka
- 1967: Jan Ditgen, deutscher Zauberkünstler, Komiker und Moderator
- 1967: Willem-Alexander, König der Niederlande
- 1968: Cristian Mungiu, rumänischer Filmregisseur und Drehbuchautor
- 1968: Darius Ruželė, litauischer Schachspieler
- 1968: Henrik Schaefer, deutscher Dirigent
- 1968: Knut Reinhardt, deutscher Fußballspieler
- 1969: Darcey Bussell, britische Tänzerin
- 1971: Kjell-Børge Freiberg, norwegischer Politiker
- 1971: Małgorzata Kożuchowska, polnische Schauspielerin
- 1971: Marc Olejak, deutscher Politiker
- 1972: Caspar Arnhold, deutscher Schauspieler und Regisseur
- 1972: Murat Gözay, deutscher Politiker
- 1972: Mehmet Kurtuluş, deutscher Schauspieler
- 1973: Jillian Bach, US-amerikanische Schauspielerin
- 1974: Edgardo Adinolfi, uruguayischer Fußballspieler
- 1974: Richard Johnson, australischer Fußballspieler
- 1974: Henning Wiechers, deutscher Handballtorwart
- 1975: Mandala Tayde, deutsche Schauspielerin
- 1975: Kazuyoshi Funaki, japanischer Skispringer
- 1975: Jozef Dumoulin, belgischer Jazzpianist

#### 1976–2000

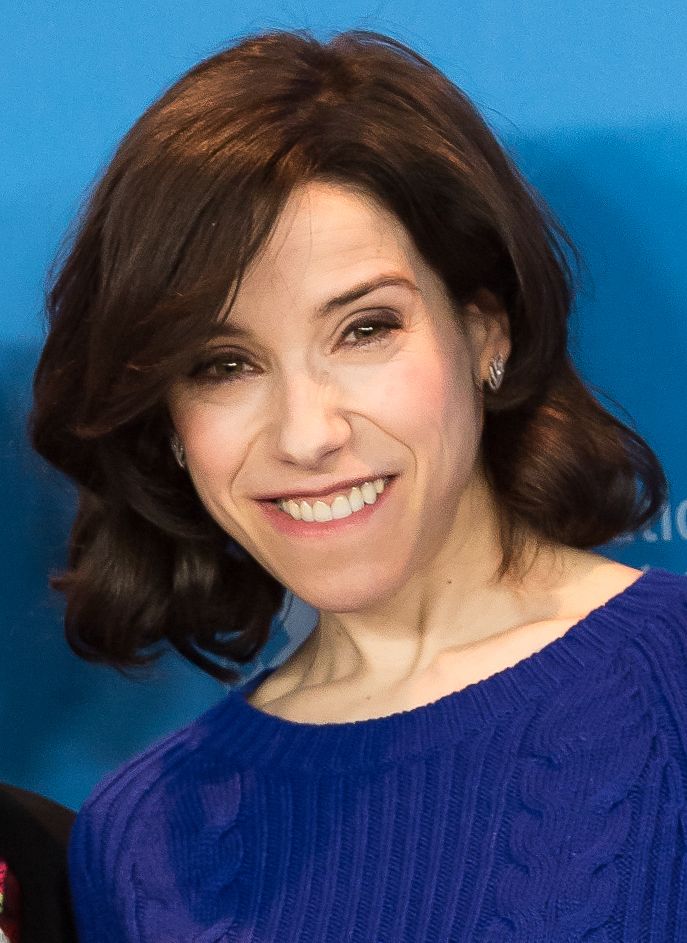
Sally Hawkins (* 1976)

- 1976: Sally Hawkins, britische Schauspielerin
- 1976: Benjamin Tewaag, deutscher Schauspieler
- 1976: Olaf Tufte, norwegischer Ruderer
- 1977: Daryl Andrews, kanadischer Eishockeyspieler
- 1977: Judith Hildebrandt, deutsche Schauspielerin
- 1977: Jeff Ulmer, kanadischer Eishockeyspieler
- 1978: Pinar Atalay, deutsch-türkische Hörfunk- und Fernsehmoderatorin
- 1978: Jakub Janda, tschechischer Skispringer
- 1978: Sebastián Ariel Romero, argentinischer Fußballspieler
- 1980: Michele La Rosa, italienischer Automobilrennfahrer
- 1980: Ananda Mikola, indonesischer Automobilrennfahrer
- 1980: Terese Pedersen, norwegische Handballspielerin
- 1980: Marco Sullivan, US-amerikanischer Skirennläufer
- 1981: Magnus Andersson, schwedischer Fußballspieler

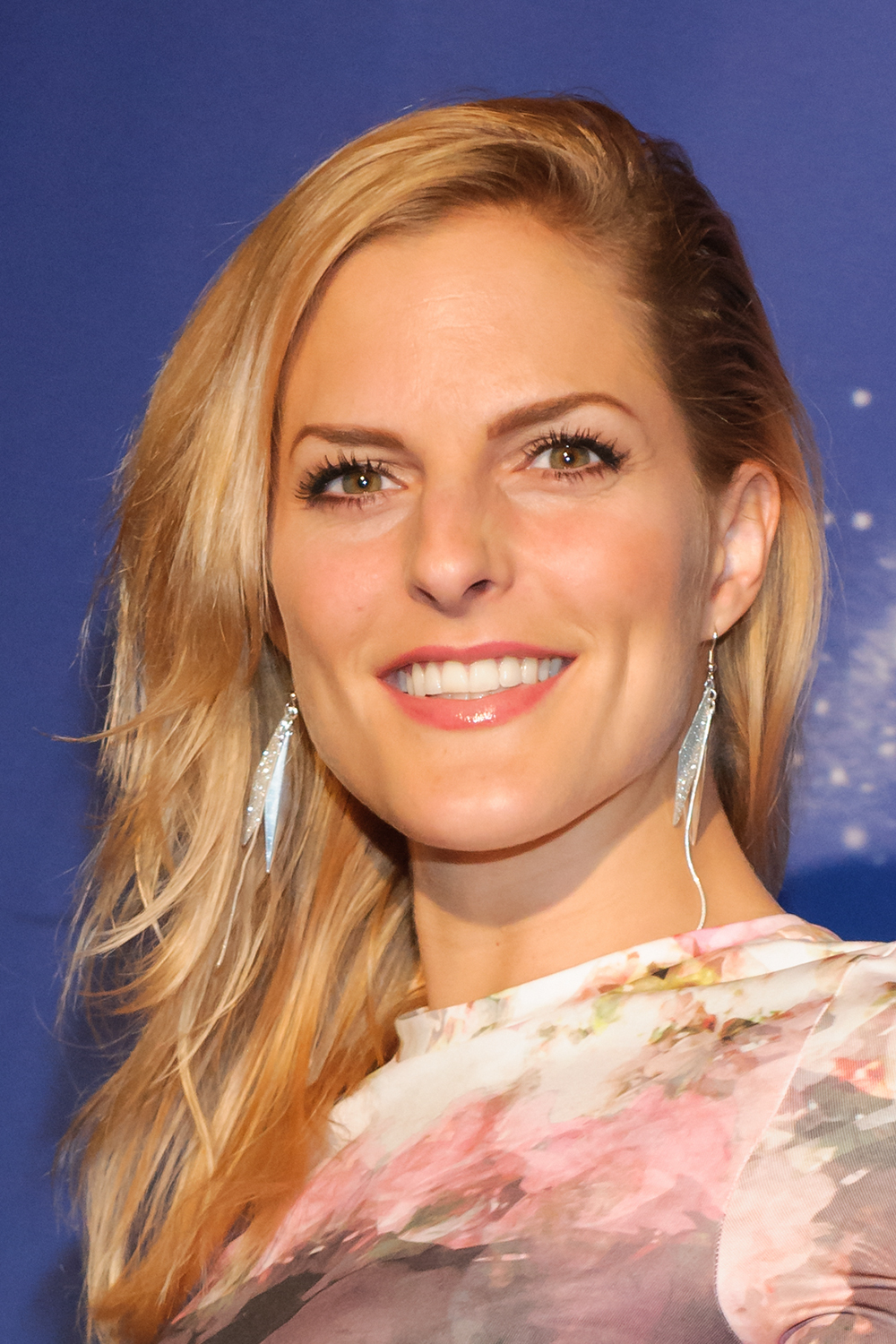
Sandy Mölling (* 1981)

- 1981: Sandy Mölling, deutsche Popsängerin (No Angels)
- 1982: Nicole Feurstein-Hosp, österreichische Politikerin
- 1983: Rosetta Pedone, deutsch-italienische Schauspielerin
- 1984: Kim Hyung-il, südkoreanischer Fußballspieler
- 1984: Patrick Stump, US-amerikanischer Sänger und Gitarrist (Fall Out Boy)
- 1985: Andrej Antonau, russisch-weißrussischer Eishockeyspieler
- 1985: Anita Asante, englische Fußballspielerin
- 1985: Mike Ledbetter, US-amerikanischer Bluessänger und Gitarrist
- 1985: Horacio Zeballos, argentinischer Tennisspieler
- 1986: Jenna Coleman, britische Schauspielerin
- 1986: Dinara Michailowna Safina, russische Tennisspielerin
- 1987: Gerry Carroll, nordirischer Politiker
- 1987: Alexandra Lacrabère, französische Handballspielerin
- 1987: William Moseley, britischer Filmschauspieler
- 1988: Sezer Akgül, türkischer Ringer
- 1988: Lizzo, US-amerikanische Sängerin, Rapperin und Songwriterin
- 1989: Chris Adcock, englischer Badmintonspieler
- 1989: Adrijan Antunović, kroatischer Fußballspieler

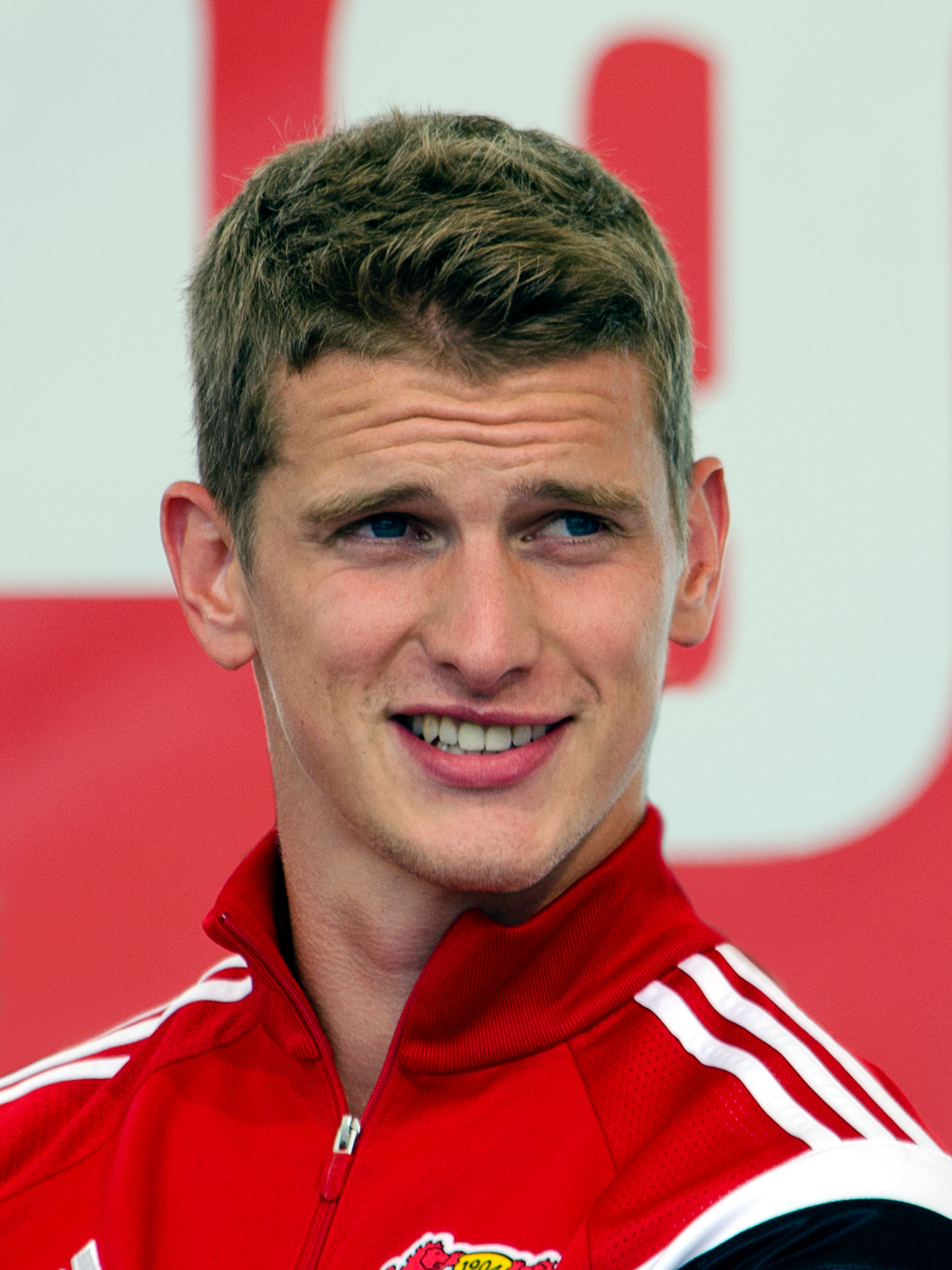
Lars Bender (* 1989)

- 1989: Lars Bender, deutscher Fußballspieler
- 1989: Sven Bender, deutscher Fußballspieler
- 1989: Klara Deutschmann, deutsche Schauspielerin
- 1989: GReeeN, deutscher Rapper und Sänger
- 1989: Emily Rios, US-amerikanische Schauspielerin und Model
- 1990: Wjatscheslaw Anatoljewitsch Akimow, russischer Biathlet
- 1990: Will Atkinson, schottischer DJ und Musikproduzent
- 1990: Can Çelebi, türkischer Handballspieler
- 1990: Pawel Wladimirowitsch Karelin, russischer Skispringer
- 1990: Lou de Laâge, französische Schauspielerin
- 1990: Maria Liku, fidschianische Gewichtheberin
- 1991: Lara Gut-Behrami, Schweizer Skirennläuferin
- 1992: Pascal Kleßen, deutscher Schauspieler
- 1992: Tom Weilandt, deutscher Fußballspieler
- 1993: Timur Chamitgatin, kasachischer Biathlet
- 1995: Nick Kyrgios, australischer Tennisspieler
- 1997: Harold Tejada, kolumbianischer Radrennfahrer
- 1999: Julia Beautx, deutsche Webvideoproduzentin, Influencerin, Schauspielerin und Sängerin
- 1999: Silvia Crosio, italienische Ruderin
- 2000: Emma Forchel, deutsche Schauspielerin

### 21. Jahrhundert

#### 2001–2010
- 2001: Flavius Daniliuc, österreichischer Fußballspieler

## Gestorben

### Vor dem 16. Jahrhundert
- 0630: Ardaschir III., persischer Großkönig
- 1051: Fulko Bertrand I., Graf der Provence
- 1076: Wilhelm I., Bischof von Utrecht
- 1144: Siegfried IV., Graf von Boyneburg und Vogt der Klöster Corvey, Bursfelde und Helmarshausen
- 1270: Wladislaw von Schlesien, Bischof von Bamberg und Passau, Erzbischof von Salzburg und Administrator von Breslau
- 1271: Isabella von Frankreich, Königin von Navarra und Gräfin von Champagne
- 1272: Zita, italienische Dienstmagd und Heilige der katholischen Kirche
- 1295: John de Vescy, englischer Ritter und Beamter
- 1304: Petrus Armengol, spanischer Mercedarier
- 1321: Niccolò Alberti, italienischer Kardinal und Bischof von Spoleto
- 1326: Eudo Zouche, englischer Adeliger
- 1386: Leonore Teles de Menezes, portugiesische Adlige
- 1404: Philipp II. der Kühne, Herzog von Burgund
- 1457: Johann Bere, Ratsherr der Hansestadt Lübeck
- 1463: Isidor von Kiew, griechischer Kirchenpolitiker, Metropolit von Moskau
- 1486: Liborius von Schlieben, Bischof von Lebus und kurfürstlicher Rat in Brandenburg

### 16. und 17. Jahrhundert
- 1509: Margarete von Brandenburg, Prinzessin von Brandenburg, Äbtissin des Klosters Hof
- 1511: Jakob II. von Baden, Erzbischof und Kurfürst von Trier

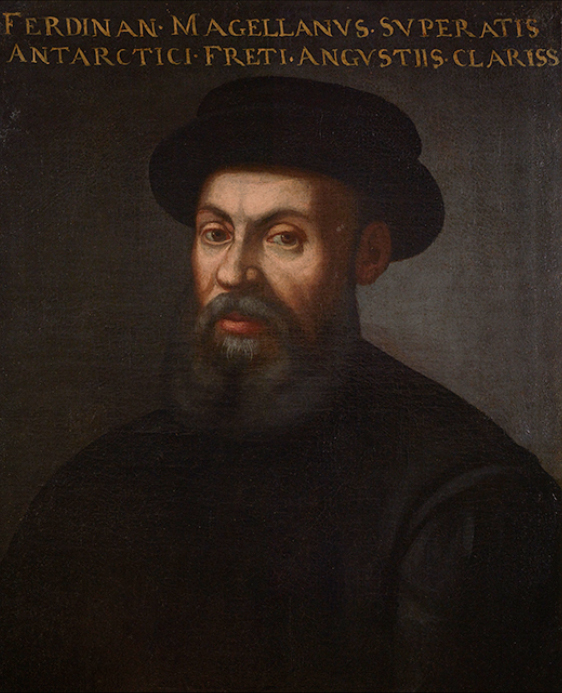
Ferdinand Magellan († 1521)

- 1521: Ferdinand Magellan, portugiesischer Seefahrer, der für die spanische Krone segelte
- 1524: Anton Tucher, deutscher Kaufmann und Mäzen
- 1534: Alfradis von der Borch, von 1512 bis 1527 Äbtissin und von 1527 bis 1534 Titular-Äbtissin des Frauenstiftes Kaufungen
- 1536: Johann Apel, deutscher Jurist und Humanist
- 1536: Francisco de Mello, portugiesischer Mathematiker, Theologe und Lehrer
- 1570: Johann Ulrich Zasius, Reichsvizekanzler des Heiligen Römischen Reiches
- 1571: Ambrosius Meyer, Lübecker Bürgermeister
- 1578: Louis de Maugiron, Günstling des französischen Königs Heinrich III.
- 1584: Mikołaj Radziwiłł Rudy, Großkanzler und Großhetman von Litauen
- 1586: Adam Henricpetri, Verfasser eines mehrbändigen Geschichtswerks
- 1605: Leo XI., Papst
- 1613: Augustin Rigobello, italienischer Steinmetzmeister und Bildhauer
- 1641: Wilhelm von Rath, deutscher Soldat
- 1646: Konrad Bachmann, deutscher Literaturwissenschaftler, Historiker und Bibliothekar
- 1648: Johann Behm, deutscher lutherischer Theologe
- 1656: Gerrit van Honthorst, niederländischer Maler
- 1656: Jan van Goyen, niederländischer Maler
- 1660: Johann Rudolf Stucki, Schweizer evangelischer Geistlicher und Hochschullehrer
- 1661: Elias von Löwen, deutscher Arzt, Mathematiker und Astronom
- 1667: Caspar Sagittarius, deutscher Pädagoge und lutherischer Geistlicher
- 1672: Kurt Reinicke von Callenberg, deutscher Soldat und Verwaltungsbeamter
- 1682: Tetsugen Dōkō, japanischer buddhistischer Mönch
- 1694: Johann Georg IV., Kurfürst von Sachsen
- 1697: Kanō Einō, japanischer Maler

### 18. Jahrhundert
- 1701: Paul Fugger von Kirchberg und Weißenhorn, Reichshofrat und kurbayerischer Obersthofmeister
- 1702: Jean Bart, Freibeuter aus Dünkirchen
- 1706: Bernhard I., Herzog von Sachsen-Meiningen
- 1707: Maria Franziska von Eptingen, Äbtissin im Stift Olsberg
- 1713: Marie Elisabeth zu Mecklenburg, Äbtissin des Stiftes Gandersheim
- 1714: Vincenzo Gonzaga, Herzog von Guastalla, Herr von Bozzolo und Pomponesco sowie Sabbioneta
- 1715: Valerian Brenner, Baumeister des Vorarlberger Barocks
- 1716: Ferdinand Karl Weinhart, österreichischer Mediziner und Hochschullehrer, Leibarzt Josephs I. und Karls VI.
- 1721: Eva von Buttlar, deutsche mystisch-libertinistische Sektiererin
- 1725: Johann Anton I. Knebel von Katzenelnbogen, Fürstbischof von Eichstätt
- 1738: Johann Friedrich Künnecke, mecklenburgischer Baumeister
- 1739: Gioacchino Vitagliano, sizilianischer Bildhauer
- 1745: Jean-Baptiste Morin, französischer Komponist
- 1749: Mechitar von Sebasteia, armenisch-apostolischer, später armenisch-katholischer Geistlicher und Ordensgründer
- 1751: Johann Wilhelm von Berger, deutscher Philosoph, Rhetoriker und Historiker
- 1752: Henri de Favanne, englisch-französischer Maler
- 1753: Marcus Tidemann, Lübecker Kaufmann und Ratsherr
- 1754: Karoline von Fuchs-Mollard, Erzieherin und Obersthofmeisterin am kaiserlichen Hof in Wien
- 1763: Johann Georg Üblhör, deutscher Stuckateur und Bildhauer
- 1766: Lorenz Pasch der Ältere, schwedischer Maler
- 1770: José Solís Folch de Cardona, spanischer Offizier, Geistlicher, Kolonialverwalter und Vizekönig von Neugranada
- 1782: John Campbell, 4. Earl of Loudoun, britischer Peer, Politiker und General
- 1784: Ambrosio de Benavides, spanischer Kolonialverwalter, Gouverneur von Puerto Rico, Charcas und Chile
- 1785: Johann Seivert, siebenbürgisch-sächsischer Dichter, Historiker und Lexikograf
- 1792: Jacob Johan Anckarström, Mörder des schwedischen Königs Gustav III.
- 1794: James Bruce, schottischer Reisender
- 1794: William Jones, britischer Indologe und Jurist, Richter am Obersten Gericht in Kalkutta
- 1794: Nikolaus Rummel der Ältere, österreichischer Orgelbauer
- 1794: Everard Scheidius, niederländischer reformierter Theologe, Philologe und Orientalist
- 1797: Heinrich Ludwig, Fürst von Nassau-Saarbrücken

### 19. Jahrhundert
- 1802: Darius Sessions, Vizegouverneur der Colony of Rhode Island and Providence Plantations
- 1803: Jeremias Nicolaus Eyring, deutscher Rektor und Hochschullehrer
- 1803: Helfrich Bernhard Wenck, deutscher Pädagoge, Bibliothekar und Historiker

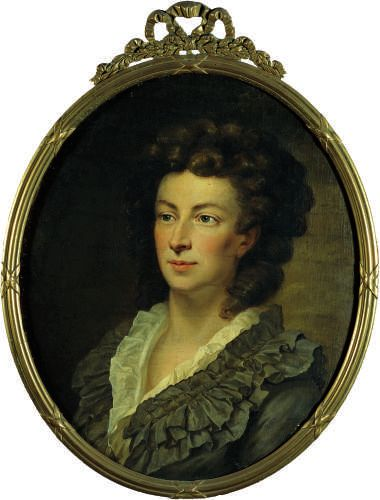
Amalie von Gallitzin († 1806)

- 1806: Amalie von Gallitzin, Mitbegründerin des romantischen Katholizismus
- 1817: Georg Ernst Waldau, deutscher evangelischer Theologe und Kirchenhistoriker
- 1818: Christopher Greenup, US-amerikanischer Politiker
- 1827: Joaquín Blake y Joyes, spanischer Feldherr
- 1830: Anton Wilhelm Stephan Arndts, deutscher Professor
- 1833: Emmerich Joseph von Dalberg, badischer Diplomat und französischer Politiker
- 1835: Albert Gyulay, österreichischer Feldmarschallleutnant
- 1837: Friedrich August von Ausin, preußischer Beamter und bayerischer Geheimrat
- 1837: Heinrich Schmelka, deutscher Schauspieler
- 1841: Félix Baciocchi, Schwager Napoleons I. und Fürst von Lucca und Piombino
- 1845: Karl Friedrich Alexander von Arnswaldt, deutscher Wissenschaftspolitiker und Staatsminister
- 1847: Henry Wellesley, 1. Baron Cowley, englischer Staatsmann und Diplomat
- 1854: Hermann Abeken, deutscher Autor und Politiker
- 1854ː Fanny Hünerwadel, Schweizer Komponistin
- 1856: Friederike Julie Lisiewska, deutsche Porträtmalerin
- 1860: Ulrich Himbsel, deutscher Baurat
- 1872: Andreas Töpper, österreichischer Industrieller
- 1874: Johann Ulrich von Salis-Soglio, Schweizer General

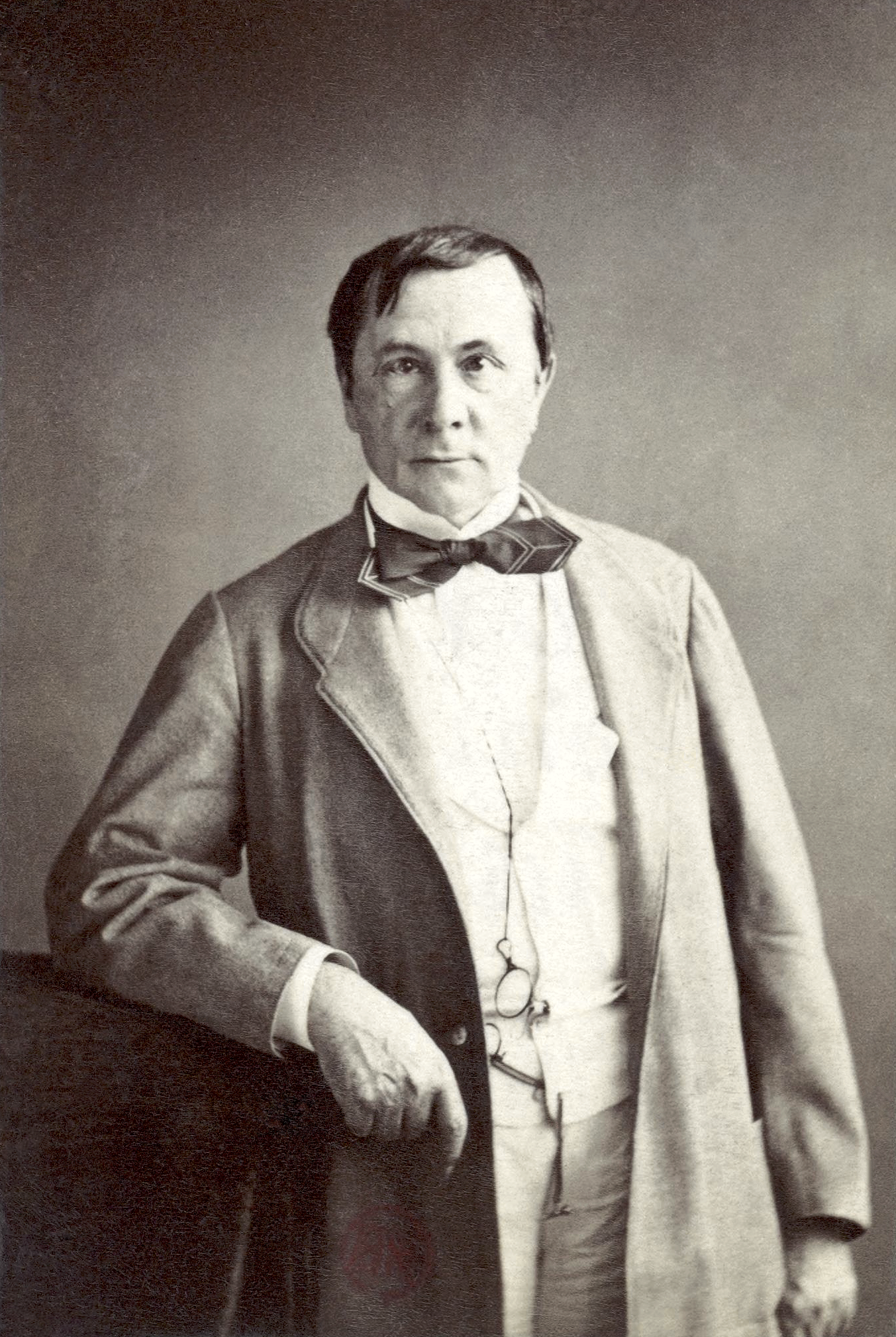
Émile de Girardin († 1881)

- 1881: Émile de Girardin, französischer Verleger
- 1882: Carl Aubel, deutscher Ingenieur
- 1882: Ferdinand Reich, deutscher Chemiker und Physiker
- 1882: Ralph Waldo Emerson, US-amerikanischer Philosoph und Dichter
- 1884ː Anna Löwe, deutsche Theaterschauspielerin
- 1886: Eugène Isabey, französischer Maler
- 1887: Alfred von Reumont, deutscher Staatsmann und Historiker
- 1889: Anthonie Ernst Reuther, niederländischer Offizier, Generalmajor und Politiker
- 1892: Eduard August von Regel, deutscher Gärtner und Botaniker
- 1894: Johann Joseph Oppel, deutscher Pädagoge, Physiker und Sprachwissenschaftler
- 1896: Albert Fischer, evangelischer Pfarrer und Hymnologe
- 1897: Wilhelm von Baden, badischer Prinz, Politiker und General

### 20. Jahrhundert

#### 1901–1950
- 1901: Adolph von Pfretzschner, deutscher Politiker und bayerischer Landesminister
- 1906: Paul Pacher von Theinburg, österreichischer Industrieller und Politiker

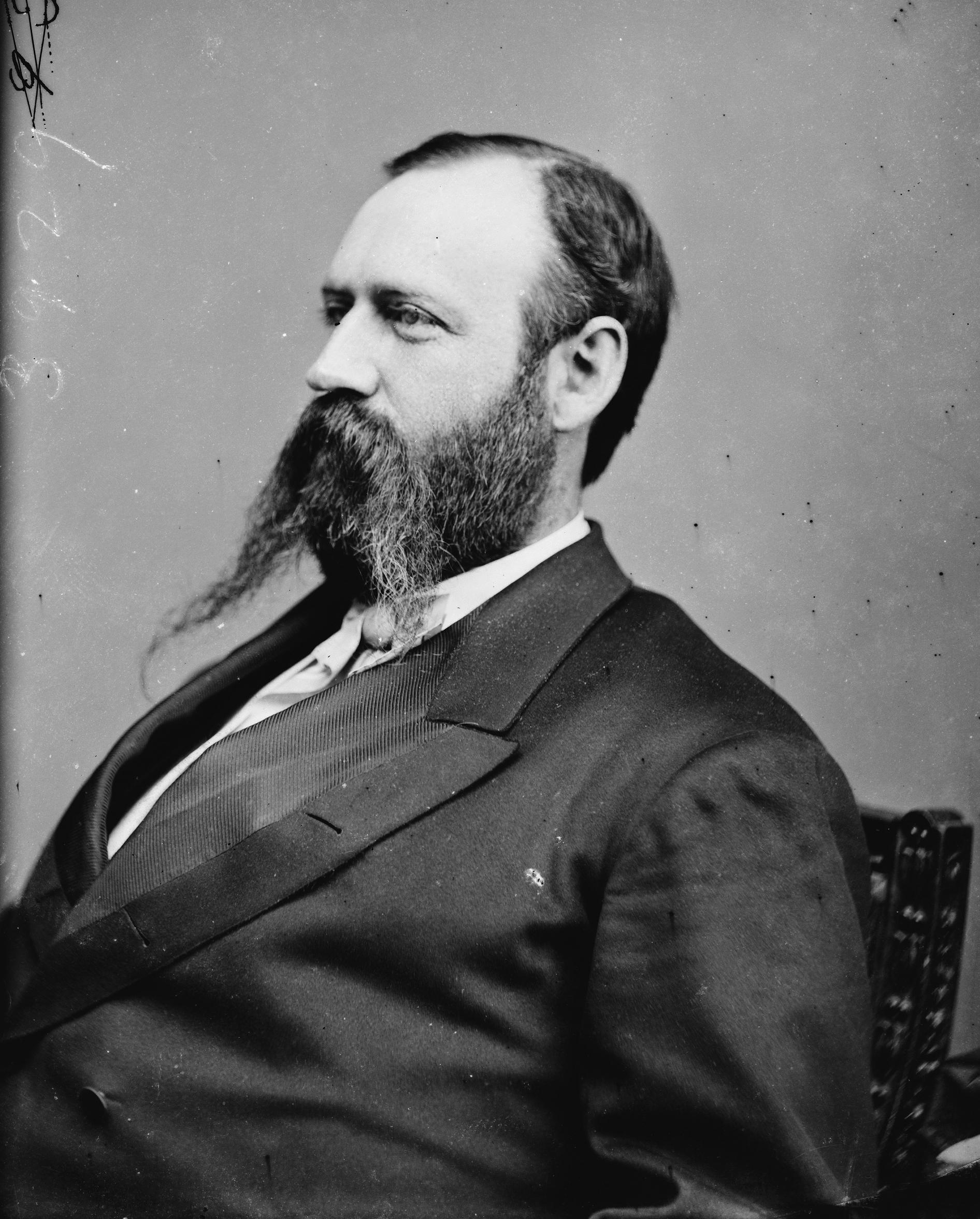
Rufus Bullock († 1907)

- 1907: Rufus Bullock, US-amerikanischer Politiker
- 1913: Adolf Römer, deutscher Altphilologe
- 1913: Gabriel von Seidl, deutscher Architekt und Vertreter des Historismus
- 1915: Alexander Nikolajewitsch Skrjabin, russischer Pianist und Komponist (Mystischer Akkord)
- 1916: Bruno Schmitz, deutscher Architekt
- 1918: Oscar Troplowitz, deutscher Pharmakologe und Unternehmer
- 1924: Chapman L. Anderson, US-amerikanischer Politiker
- 1924: Nikolai Iwanowitsch Andrussow, russischer Geologe und Paläontologe
- 1928: Ernst Seifert, deutscher Orgelbauer
- 1932: Anouk Aimée, französische Filmschauspielerin
- 1932: Hart Crane, US-amerikanischer Dichter
- 1933: Anna Blos, deutsche Politikerin, Abgeordnete der Weimarer Nationalversammlung
- 1933: Albert Funk, deutscher Politiker
- 1936: Karl Pearson, britischer Mathematiker und Philosoph

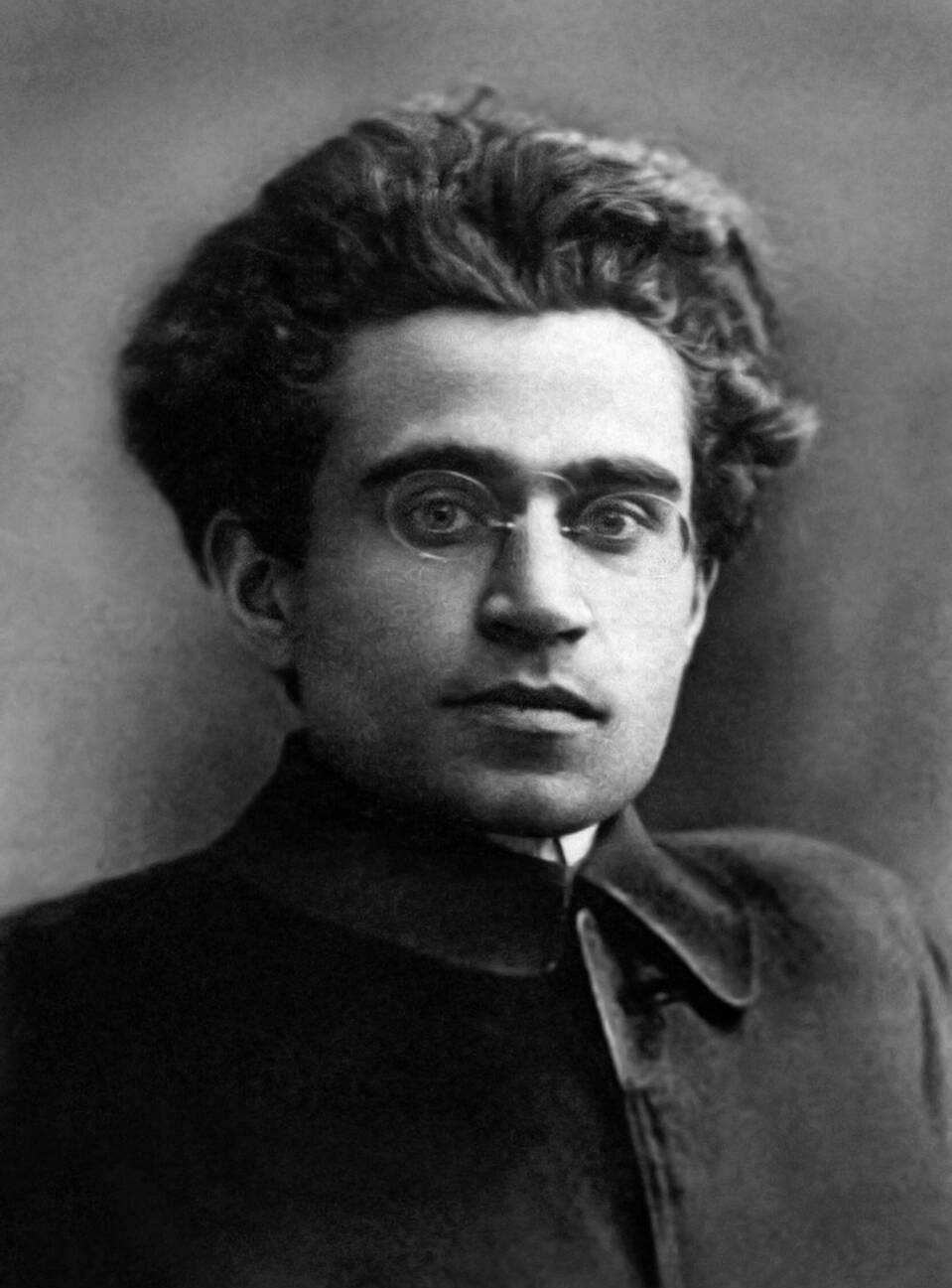
Antonio Gramsci († 1937)

- 1937: Antonio Gramsci, italienischer Schriftsteller, Politiker und Theoretiker des Kommunismus
- 1938: Edmund Husserl, deutscher Philosoph
- 1942: Emil von Sauer, deutscher Komponist, Pianist und Musikpädagoge
- 1943: Hans Lang, deutscher Fußballspieler
- 1943: Fanny Starhemberg, österreichische Politikerin
- 1944: Kurt Münzer, deutscher Schriftsteller
- 1944: Dmitri Alexejewitsch Smirnow, russischer Sänger (Tenor)
- 1945: Gerhart Rodenwaldt, deutscher Archäologe
- 1945: Hans Schleif, deutscher Archäologe
- 1947: Heinrich Altherr, Schweizer Maler
- 1950: Karl Straube, deutscher Organist und Thomaskantor

#### 1951–2000
- 1951: Oscar Van Den Bossche, belgischer Ruderer
- 1959: Alfred Adolph, deutscher Politiker
- 1959: William Fielding Ogburn, US-amerikanischer Soziologe
- 1961: Josef Scheuber, Schweizer Geistlicher und Pädagoge
- 1961: Gustav Ucicky, österreichischer Filmregisseur
- 1963: Sella Hasse, deutsche Malerin
- 1963: Lilo Linke, deutsche Schriftstellerin und Reporterin
- 1963: Kenneth Macgowan, US-amerikanischer Filmproduzent und Oscargewinner
- 1964: Georg Britting, deutscher Schriftsteller
- 1965: Paul Beckers, deutscher Komiker
- 1968: Wassili Nikolajewitsch Aschajew, sowjetischer Schriftsteller
- 1968: Johanna Sönnichsen, deutsche Landschaftsmalerin
- 1970: Ilmari Kianto, finnischer Schriftsteller
- 1970: Alexei Wassiljewitsch Schubnikow, russischer Kristallograph und Mathematiker
- 1971: Karl Abel, deutscher Gewerkschafter und Politiker

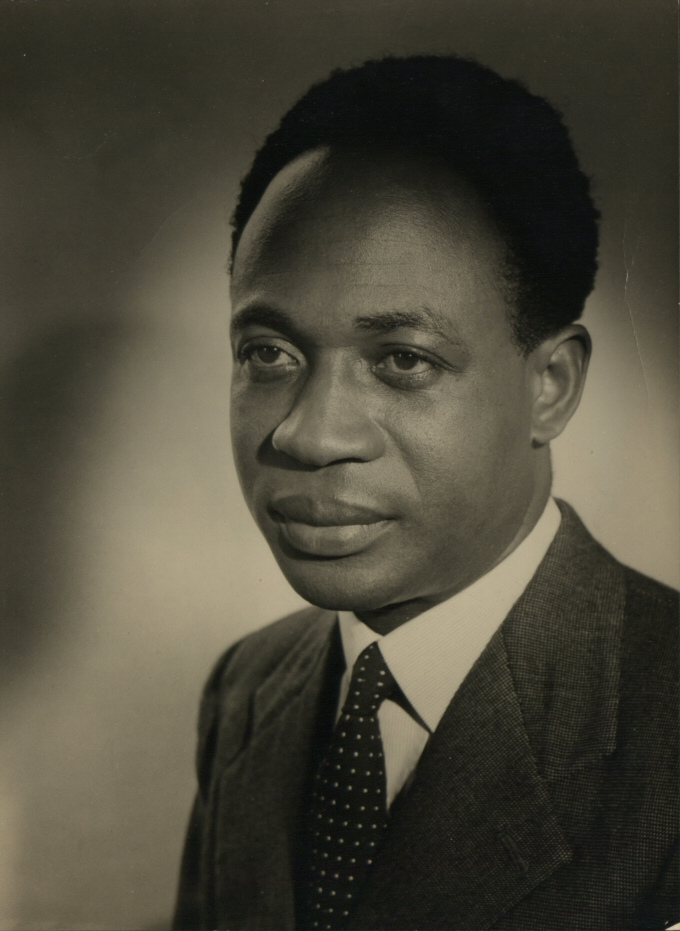
Kwame Nkrumah († 1972)

- 1972: Kwame Nkrumah, ghanaischer Staatspräsident
- 1973: Roger Filiatrault, kanadischer Sänger (Bariton) und Musikpädagoge
- 1975: Otto H. Förster, deutscher Kunsthistoriker
- 1976: Carlos Villarias, spanisch-US-amerikanischer Filmschauspieler
- 1978: Mohammed Daoud Khan, afghanischer Staatspräsident
- 1979: Celal Atik, türkischer Ringer
- 1979: Willi Paul, deutscher Autor, Herausgeber und Widerstandskämpfer
- 1979: Willibald Schmaus, österreichisch-deutscher Fußballspieler
- 1983: Georg von Holtzbrinck, deutscher Verleger
- 1984: Karl Ludwig Asal, deutscher Jurist und Hochschullehrer
- 1984: Z. Z. Hill, US-amerikanischer Sänger
- 1985: Wilhelm Abel, deutscher Wirtschaftshistoriker
- 1985: Friedrich Märker, deutscher Schriftsteller und Publizist
- 1985: Pierre Kamel Medawar, israelischer Bischof
- 1986: J. Allen Hynek, US-amerikanischer Astrophysiker
- 1986: Rudolf Schütrumpf, deutscher Palynologe
- 1987: Attila Hörbiger, österreichischer Schauspieler
- 1987: Gioacchino Colombo, italienischer Konstrukteur von Automobilmotoren
- 1987: Walther Kauer, Schweizer Schriftsteller
- 1988: Olaf Wieghorst, dänisch-US-amerikanischer Maler
- 1989: Matsushita Kōnosuke, japanischer Industrieller
- 1989: Julia Frances Smith, US-amerikanische Komponistin und Pianistin
- 1991: Fritz Corterier, deutscher Politiker und MdB
- 1992: Olivier Messiaen, französischer Komponist und Organist
- 1993: Jörgen Andersen, dänischer Politiker
- 1995: Willem Frederik Hermans, niederländischer Schriftsteller
- 1995: George Stam, niederländischer Organist, Komponist und Musikpädagoge
- 1996: Rudolf Schulten, deutscher Physiker und Nukleartechnologe
- 1998: Karlhans Abel, deutscher klassischer Philologe
- 1998: Carlos Castaneda, peruanisch-US-amerikanischer Anthropologe und Schriftsteller
- 1998: Anne Cécile Desclos, französische Autorin
- 1999: Al Hirt, US-amerikanischer Musiker
- 1999: Mark Weiser, US-amerikanischer Informatiker
- 2000: Lothar Herbst, polnischer Poet
- 2000: Joachim Kemmer, deutscher Schauspieler, Kabarettist und Synchronsprecher

### 21. Jahrhundert
- 2002: George Alec Effinger, US-amerikanischer Science-Fiction-Autor
- 2002: Ruth Handler, US-amerikanische Unternehmerin, Gründerin der Spielwarenfirma Mattel, Erfinderin der Barbie-Puppe
- 2002: Hans Heinrich Thyssen-Bornemisza de Kászon, Schweizer Unternehmer und Kunstsammler
- 2003: Klaus Mertens, deutscher Schauspieler

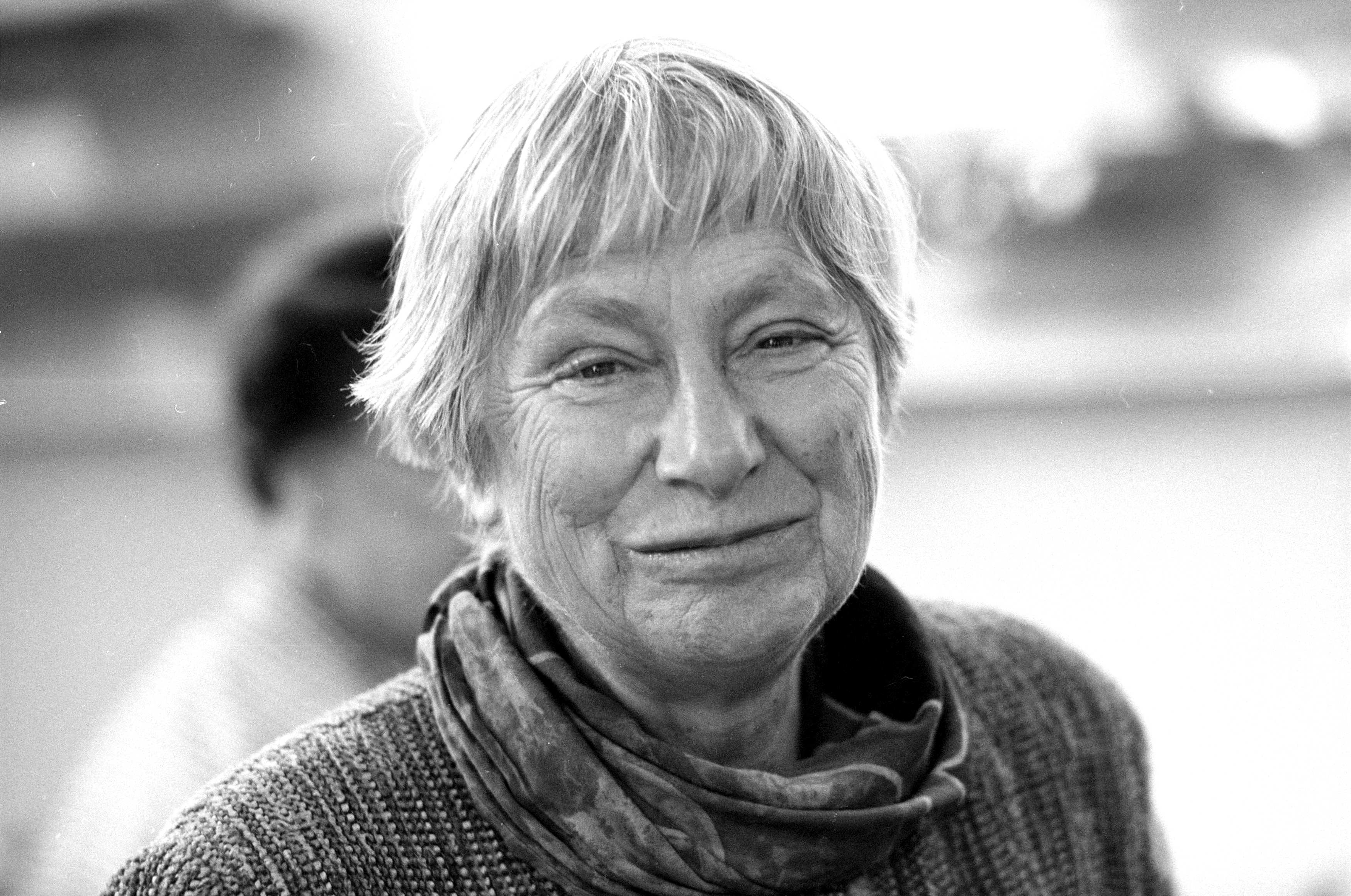
Dorothee Sölle († 2003)

- 2003: Dorothee Sölle, deutsche evangelische Theologin
- 2004: Alex Randolph, US-amerikanischer Spieleautor
- 2004: Ulrich Stranz, deutscher Komponist
- 2005: Martin Wienbeck, deutscher Gastroenterologe

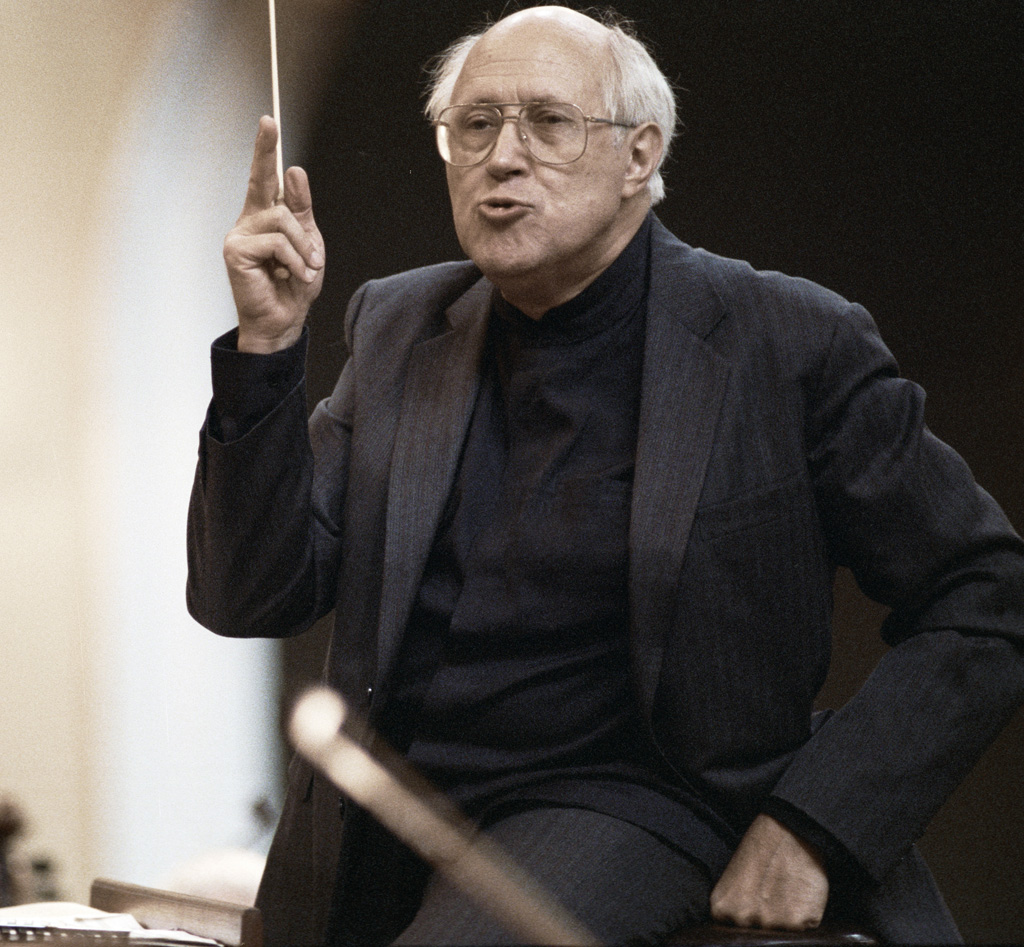
Mstislaw Rostropowitsch († 2007)

- 2007: Mstislaw Leopoldowitsch Rostropowitsch, russischer Cellist, Dirigent, Pianist und Humanist
- 2008: Ulrich Dibelius, deutscher Musikwissenschaftler und -kritiker
- 2010: Nossrat Peseschkian, deutsch-iranischer Neurologe, Psychiater und Psychotherapeutischer Mediziner
- 2011: Willem Albert Wagenaar, niederländischer Rechtspsychologe
- 2012: David Weiss, Schweizer Künstler
- 2013: Trudi Gerster, Schweizer Schauspielerin, Märchenerzählerin und Politikerin
- 2013: Jürgen Warnke, deutscher Politiker, MdB, Bundesminister
- 2014: Friedel Münch, deutscher Motorradkonstrukteur
- 2014: Winand Victor, deutscher Maler
- 2015: Vivienne Newport, britische Tänzerin und Choreografin
- 2015: Alexander Rich, US-amerikanischer Chemiker, Molekularbiologe und Biophysiker
- 2016: Viktor Gavrikov, litauisch-schweizerischer Schachspieler
- 2016: Wolfgang Hess, Schweizer Synchronsprecher und Schauspieler
- 2016: Horst Tautenhahn, deutscher Fußballspieler
- 2017: Vito Acconci, US-amerikanischer Künstler
- 2017: Eduard Brunner, Schweizer Klarinettist und Hochschullehrer
- 2018: Álvaro Arzú Irigoyen, guatemaltekischer Politiker, Staatspräsident
- 2019: Negasso Gidada, äthiopischer Politiker, Staatspräsident
- 2020: Ron Holzschuh, deutscher Schauspieler
- 2021: Franklin Zielski, kanadischer Ruderer
- 2022: Bryan Saunders, kanadischer Sprinter
- 2024: Renna Kellaway, britische Pianistin und Musikpädagogin
- 2025: Urte Blankenstein, deutsche Schauspielerin

## Feier- und Gedenktage
- Kirchliche Gedenktage
  - Origenes, ägyptischer Lehrer und Theologe (evangelisch)
  - Hl. Petrus Canisius, holländischer Schriftsteller, Theologe und Kirchenlehrer (katholisch (nur in Deutschland))
- Namenstage
  - Zita
- Staatliche Feier- und Gedenktage
  - Niederlande: Koningsdag (seit 2014)
  - Togo: Unabhängigkeit von Frankreich (1960)
  - Sierra Leone: Unabhängigkeitstag

Weitere Einträge enthält die Liste von Gedenk- und Aktionstagen.